# 8 Pułk Piechoty Legionów

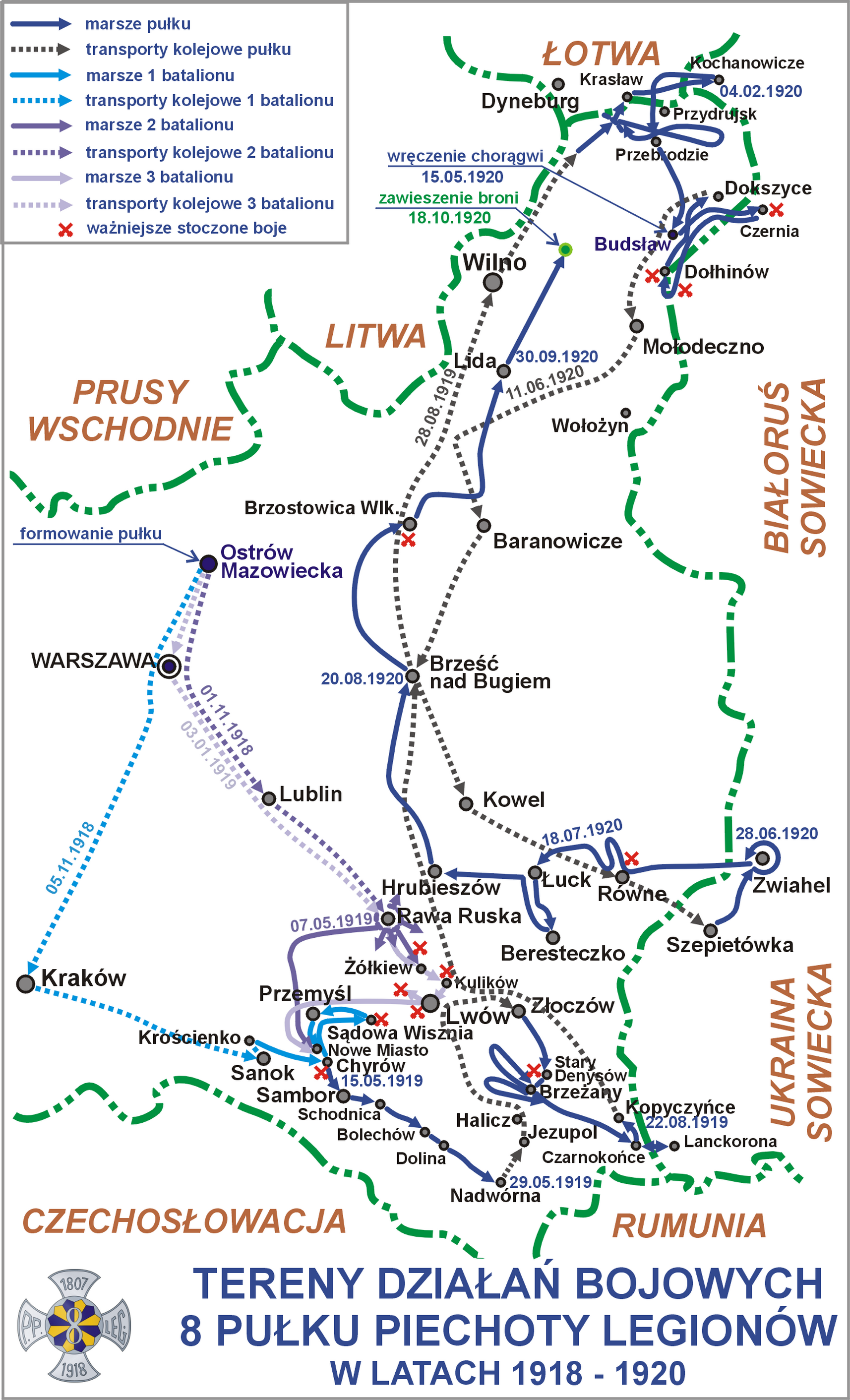

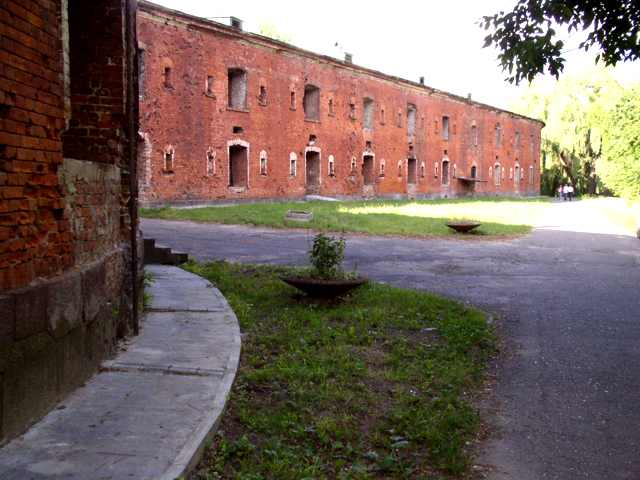
Twierdza w Brześciu zdobyta i obsadzona przez legionistów 8 pp Leg. po rozbiciu bolszewickiej 58 Dywizji Strzelców (FSRR)

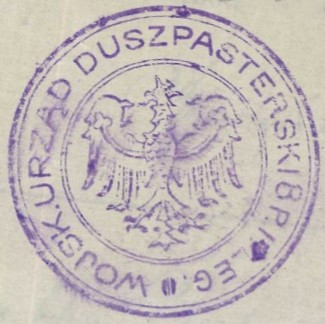
Pieczęć Wojskowego Urzędu Duszpasterskiego 8 pp Leg. używana w październiku 1920 zamiast pieczęci dowództwa pułku.

8 pułk piechoty Legionów (8 pp Leg.) – oddział piechoty Polskiej Siły Zbrojnej, Wojska Polskiego II RP i Armii Krajowej.
Pułk nawiązywał do tradycji bojowej 8 pułku piechoty Armii Księstwa Warszawskiego, którego dowódcą był płk Cyprian Godebski oraz legendy po wsławionym w bitwie pod Iganiami i Ostrołęką 8 pułku piechoty liniowej Wojska Polskiego Królestwa Kongresowego (1815–1831).
Zalążek jednostki formował się w Ostrowi Mazowieckiej w ramach Polskiej Siły Zbrojnej (Polnische Wehrmacht), począwszy od maja 1918. Nadano mu wówczas nazwę 2 pułku piechoty. 16 stycznia 1919 przemianowany został na 8 pułk piechoty Legionów. Pod tą nazwą występował do końca swojego istnienia – do października 1939. Podczas wojny z Ukraińcami torował sobie i innym polskim oddziałom drogę do broniącego się Lwowa. Skierowany pod Rawę Ruską, brał udział w walkach o: Skniłów, Magierów, Niemirów, Kulików, Stary Sambor, Stanisławów. Toczył walki nad Dniestrem i Zbruczem. Bronił też, na prośbę rządu łotewskiego, niepodległości tego kraju, zagrożonej inwazją sowiecką. W wojnie polsko-bolszewickiej od 16 maja do 26 września 1920 brał udział w walkach pod: Dokszycami, Pokostem, Żyżniewem, Cybulkami oraz w decydującej dla polskiego zwycięstwa bitwie nad Niemnem. Po zakończonej wojnie pułk powrócił do miejsca stałego pobytu – Lublina.
W 1926, w czasie przewrotu majowego w Warszawie, pułk wziął udział w walkach po stronie marszałka Józefa Piłsudskiego.
W kampanii wrześniowej był przydzielony do Armii Odwodowej „Prusy”. Uczestniczył w kilku znaczących bitwach: pod Iłżą, pod Krasnobrodem i II pod Tomaszowem Lubelskim. Po zakończeniu kampanii wrześniowej, na początku października 1939, 8 pp Leg. został rozwiązany przez dowódcę pułku – płk. Antoniego Cebulskiego.

## Formowanie
Od lata 1917 do wiosny 1918 trwały w garnizonach w Ostrowi Mazowieckiej i Zegrzu prace organizacyjne i szkolenie, które doprowadziły 15 maja 1918 do sformowania 2 pułku piechoty. Początkowo I/2 pp i II/2 pp posiadały po cztery kompanie piechoty, zaś III/2 pp – trzy kompanie. 1 listopada 1918 poszczególne bataliony 1 pp skierowane zostały – do Krakowa (I – mjr Czesław Jarnuszkiewicz), do Lublina (II – mjr Mieczysław Smorawiński) oraz do Warszawy (III – kpt. Franciszek Kruk-Grzybowski). I/2 pp znalazł się w Krakowie 5 listopada. 7 listopada w Lublinie II/2 pp podporządkował się rządowi Ignacego Daszyńskiego. W Lublinie zorganizowano kompanię karabinów maszynowych oraz wydzielono 7 kompanię, która wysłana została w siedleckie. W jej miejsce sformowano nową kompanię z ochotników POW. III/2 pp brał w Warszawie udział w zajęciu Cytadeli, następnie do grudnia 1918 pełnił służbę wartowniczą. W tym czasie zorganizowane zostały 12 kompania oraz kompania karabinów maszynowych (która dopiero 1 stycznia 1919 otrzymała broń) .
W związku z odtworzeniem pułków legionowych, 2 pułk piechoty, jako faktycznie młodszy, został na 16 stycznia 1919 przemianowany na 8 pp Legionów. Miało to miejsce, gdy oddział jeszcze jako 2 pułk piechoty walczył pod Lwowem, pod dowództwem Ferdynanda Zarzyckiego. On też otrzymał nominację na stanowisko dowódcy pułku. Na miasto garnizonowe, a zarazem miejsce docelowego stacjonowania, wyznaczony został dla 8 pułku piechoty Legionów Lublin.
W grudniu 1919 batalion zapasowy pułku stacjonował w Lublinie.

## Udział w wojnie polsko-ukraińskiej i polsko-bolszewickiej
Pułk brał udział w działaniach bojowych w czasie wojny z Ukraińcami oraz wojny z bolszewikami. I batalion pod dowództwem majora Czesława Jarnuszkiewicza, razem z batalionem podhalańskim, walczył pod wsią Tarło i Wołczuchami. Obsadził odcinek Niżankowice – Nowe Miasto, utrzymując tę pozycję do czasu połączenia się z resztą oddziału. II batalion, pełniący dotychczas służbę wartowniczą w Lublinie, 4 grudnia 1918 został wysłany na front pod Rawę Ruską, skąd część pododdziału – 5 i 6 kompania – wyruszyły wraz z grupą „Bug”, wchodzącą w skład Frontu Wołyńskiego, pod Lwów, gdzie uczestniczyły w walkach wraz ze stacjonującym tam wcześniej III batalionem.
Intensywne walki, toczone m.in. pod wsią Skniłów od 13 stycznia 1919, spowodowały wykrwawienie się 5 i 6 kompanii do tego stopnia, że z pozostających przy życiu żołnierzy uformowano jedną nową 9 kompanię, którą wcielono do równie zdziesiątkowanego III batalionu.
Do końca kwietnia 1919 pododdziały walczyły oddzielnie i staczały zwycięskie potyczki: pod Żółkwią – 9 marca 1919, pod Magierowem i Niemirowem – 12 marca 1919 oraz Bełzem. W tym okresie III batalion, skierowany do Warszawy, uczestniczył w rozbrajaniu Niemców. Zdobywał i zajmował Cytadelę Warszawską, a 3 stycznia 1919 wysłany pod Rawę Ruską, brał udział w odsieczy Lwowa. Atakował tam wojska ukraińskie pod Kulikowem, Skniłowem, a 16–17 marca 1919 pod Kozicami. W tym boju poległ dowódca batalionu Franciszek Kruk-Grzybowski. Po jego bohaterskiej śmierci dowództwo III baonu objął kpt. Zdzisław Maćkowski.
W pierwszych dniach maja 1919, w Nowym Mieście, nastąpiło połączenie wszystkich trzech batalionów. Pułk, uzupełniony poprzez wcielenie Batalionu Strzelców nr 4 i pięciu kompanii marszowych, wszedł w skład 3 Dywizji Piechoty Legionów generała Zielińskiego. W ramach organizacyjnych tej dywizji, razem z 7 pułkiem piechoty Legionów, tworzył V Brygadę Piechoty Legionów.
Pierwszy bój scalonego oddziału miał miejsce 15 maja 1919 nad Wołczą, następne – pod Starym Samborem oraz – 17 maja 1919 w okolicach wsi Schodnica. Postój w miejscowości Jezupol, który miał miejsce 13 czerwca, przerwała wiadomość o niespodziewanej kontrofensywie czortkowskiej wojsk ukraińskich na polskie pozycje.
Pułk wraz z 3 DP Leg. został w trybie natychmiastowym skierowany do walki. Stoczono zwycięskie bitwy pod Denysowem i Kupczyńcami w dniach 13–14 czerwca 1919. Podczas bitew często dochodziło do walki na bagnety. Pułk brał udział w obronie miasta Brzeżany od 17 do 21 czerwca 1919. Dalsze walki toczono, powstrzymując natarcie 24 czerwca 1919 na miejscowości: Janczyn, Wołkowo i Firlejów. Wzięto tam do niewoli ponad 200 jeńców. 10 lipca 1919 pułk dotarł – tocząc nieustanne potyczki i forsując rzekę Zbrucz – do Skierzyńca, a następnie skierowano oddział na tyły do Wilna, celem uzupełnienia zapasów amunicji, żywności i sprzętu. Po uzupełnieniach oddział wyruszył na front w kierunku rzeki Dźwiny.
W grudniu 1919 wraz z 3 DP Leg. – na prośbę rządu łotewskiego, postanowiono skierować 8 pp Leg. na Łotwę w celu obrony tego państwa przed nacierającą Armią Czerwoną. Pułk przebywał tam do 13 marca 1920, broniąc niepodległości młodej republiki. Po powrocie z Łotwy żołnierze dotarli w rejon Budsławia, w miejsce stacjonowania odwodu 1 Armii.
16 maja 1920 do stacjonującego w Budsławiu wojska dotarła alarmująca wiadomość o nadciągającej ofensywie bolszewickiej. W związku z tą informacją jednostka wyruszyła w kierunku rzeki Czernicy. Stoczono z czerwonoarmiejcami krwawą bitwę pod Dokszycami. Podczas walki – pomiędzy 17 a 27 maja 1920 poległo lub zostało rannych ponad 200 żołnierzy 8 pp Leg. Po zajęciu przez oddział odcinka Korytnica – Władyki mobilizowano siły do mającej rozpocząć się polskiej kontrofensywy. Biorąc udział w kontruderzeniu, stoczono szereg potyczek. 28 maja pod Pohostem, 30 maja pod Żyżniewem, 31 maja pod Cybulkami, 1 czerwca pod Kamionką i 3 czerwca pod Ostrowem. Pułk wraz ze swoją dywizją brał udział w tych walkach, tocząc zwycięskie boje aż do 3 czerwca 1920.
W czerwcu 3 DP Leg., a wraz z nią 8 pp Leg., zostały wysłane na Front Ukraiński w celu powstrzymania nacierającej Armii Konnej Budionnego. 19 czerwca, po dotarciu transportem kolejowym do Zwiahla, pułk został zmuszony do odwrotu przez kawalerię bolszewicką. 22 czerwca oddział dotarł do wsi Karpiówka i pełnił funkcję odwodu dywizji. 25 czerwca ponownie dotarł do Zwiahla, gdzie otrzymał zadanie opanowania przyczółka mostowego „Hulsk”. Tego zadania jednak nie zrealizował. Polski atak na przyczółek został odparty. Pułk wycofał się do Korca i obsadzał go 28 czerwca. Zanim zdołano wystarczająco ufortyfikować miasto, kawaleria Budionnego wdarła się w obronę, biorąc w niewolę grupę polskich żołnierzy wraz z dowódcą I batalionu kpt. Gustawem Świderskim. Jednostka po tej dotkliwej stracie wycofała się za rzekę Horyń do miasta Równe. 18 lipca pułk obsadził pozycje nad rzeką Styr, gdzie wraz z 7 pp Leg. – w dniach 19–20 lipca uczestniczył w obronie powierzonego odcinka.
Podczas przegrupowania wojsk przygotowujących się do bitwy o Warszawę, 5 sierpnia 1920, pułk wyruszył w kierunku Bugu, maszerując przez Włodzimierz Wołyński. W dniach 12–13 sierpnia jeden z batalionów uczestniczył w zwycięskiej bitwie o Hrubieszów. W kontrofensywie znad Wieprza pułk walczył wraz z całą 3 DP Leg., tocząc walki pod Włodawą, przeciwko 58 Dywizji Strzelców (RFSRR). Dywizję wroga rozbito, wzięto licznych jeńców i zdobyto sprzęt. I i II batalion zajął następnie forty twierdzy brzeskiej. Od 31 sierpnia pułk wyruszył poprzez Hajnówkę do Gródka i tu pozostał w odwodzie 3 DP Leg.
Po zakończonej polskim zwycięstwem bitwie warszawskiej, w obliczu bolszewickich planów ponownego ataku na Warszawę, Józef Piłsudski dokonał wyprzedzającego manewru, atakując na północnym odcinku frontu. Zdarzenie to zostało później nazwane bitwą nad Niemnem. 8 pp Leg., uczestniczył podczas tych zmagań, walcząc w składzie 3 DP Leg.

### Bitwy z udziałem pułku w latach 1919–1920
Miejsca bitew i potyczek na szlaku bojowym 8 pp Leg. w latach 1919–1920:
- pod Rawą Ruską – 7 stycznia 1919
- pod Żółkwią – 8 stycznia 1919
- pod Kozicami – 17 lutego 1919[15]
- pod Kozicami – 17 marca 1919
- pod Borkami Janowskimi – 30 kwietnia 1919[16]
- pod Brzeżanami – 19 czerwca 1919
- nad Dźwiną – 15 listopada 1919
- nad Czernicą – 18 maja 1920[17]
- pod Dokszycami – 20 maja 1920
- pod Dołginowem – 25 maja 1920
- pod Korcem – 27 czerwca 1920
- pod Równem – 4 lipca 1920
- pod Brzostowicą Wielką – 21 października 1920
- nad Niemnem – (do 28 października 1920)[2] .

Podczas tych działań wojennych poległo 25 oficerów oraz 471 szeregowych i podoficerów. Rannych zostało 96 oficerów oraz 1112 szeregowych i podoficerów. Ich pamięci poświęcony został pomnik w formie kopca, wzniesiony w 1928 w Lublinie na terenie koszar pułku.

### Mapy walk pułku

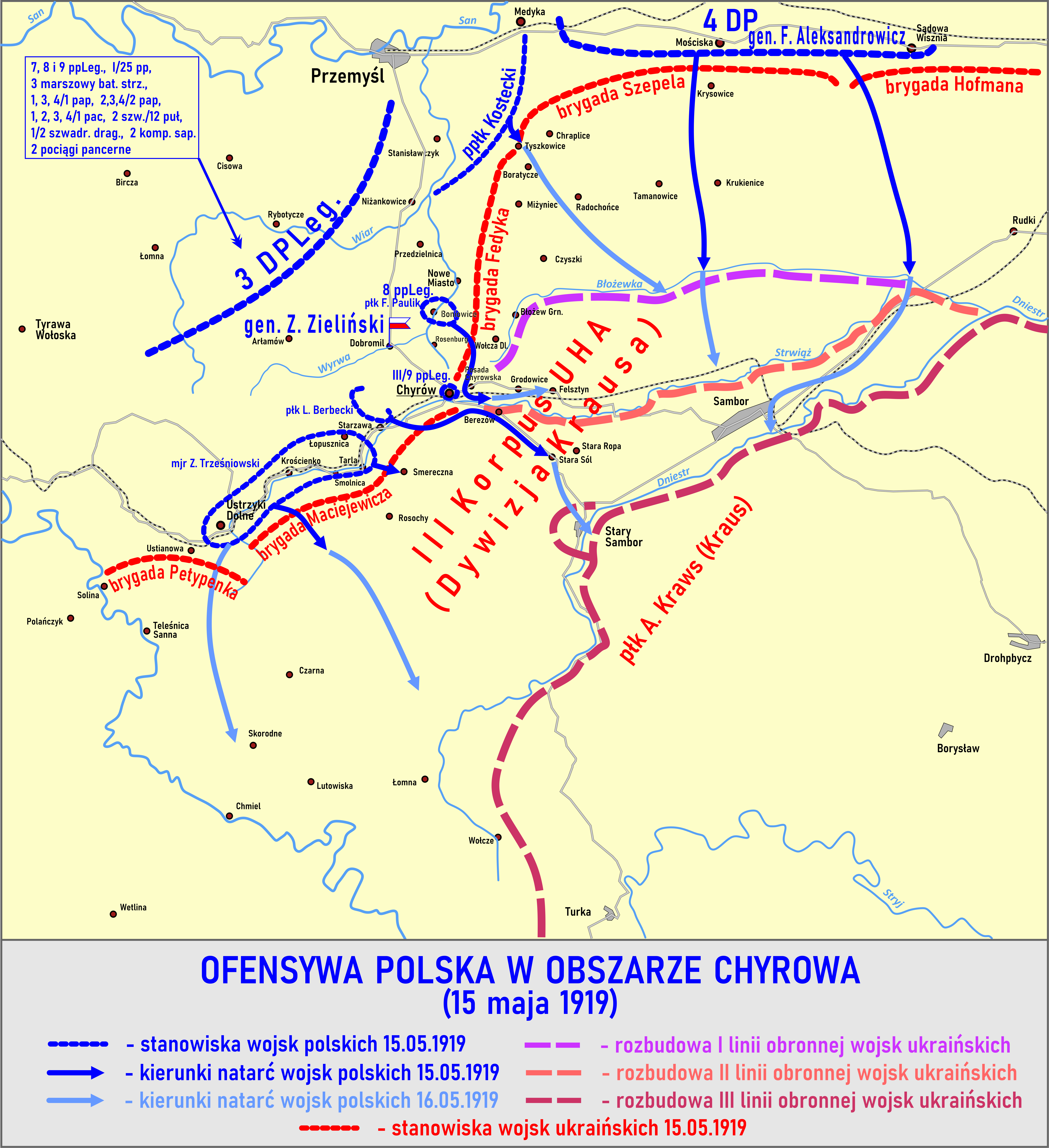
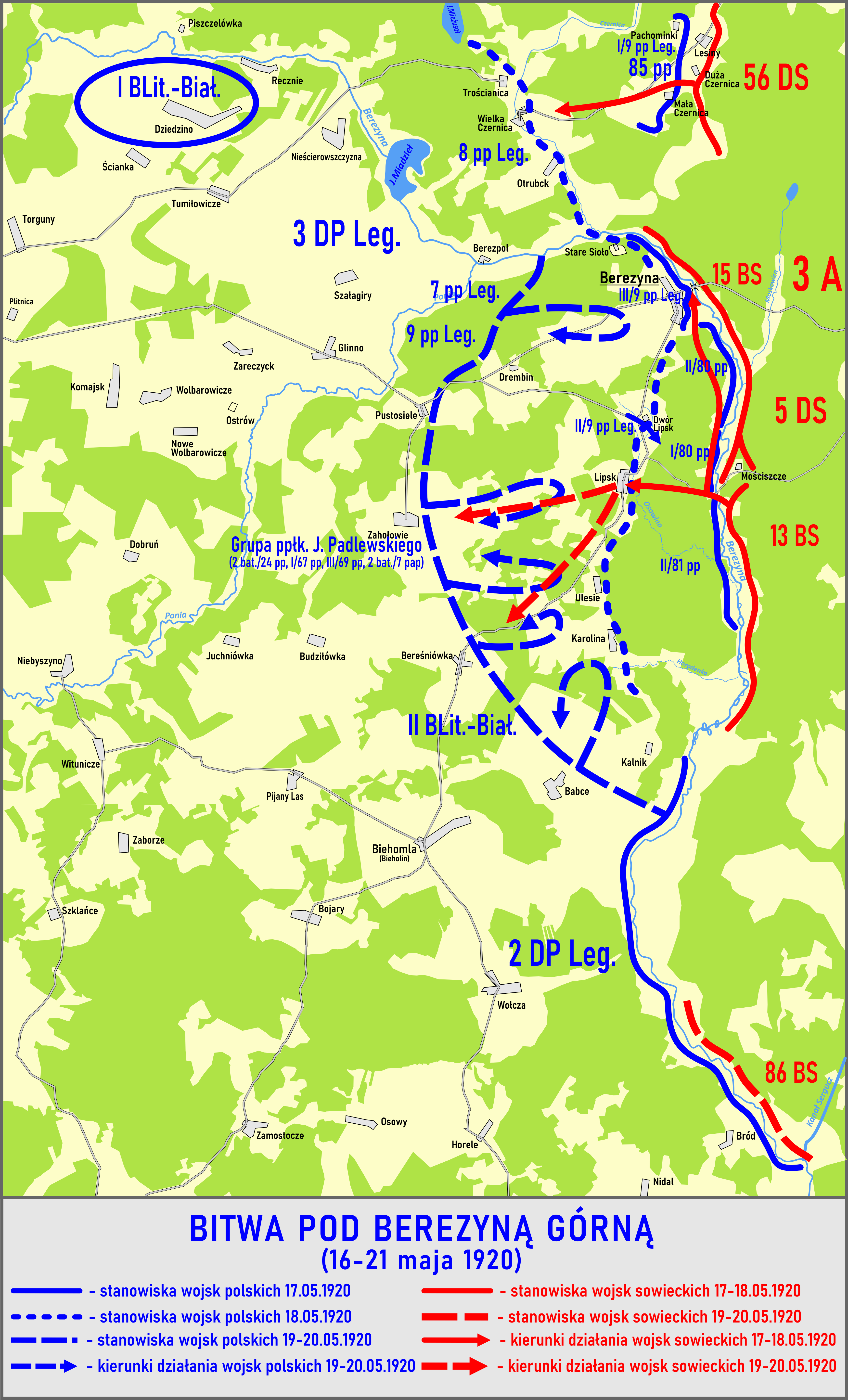
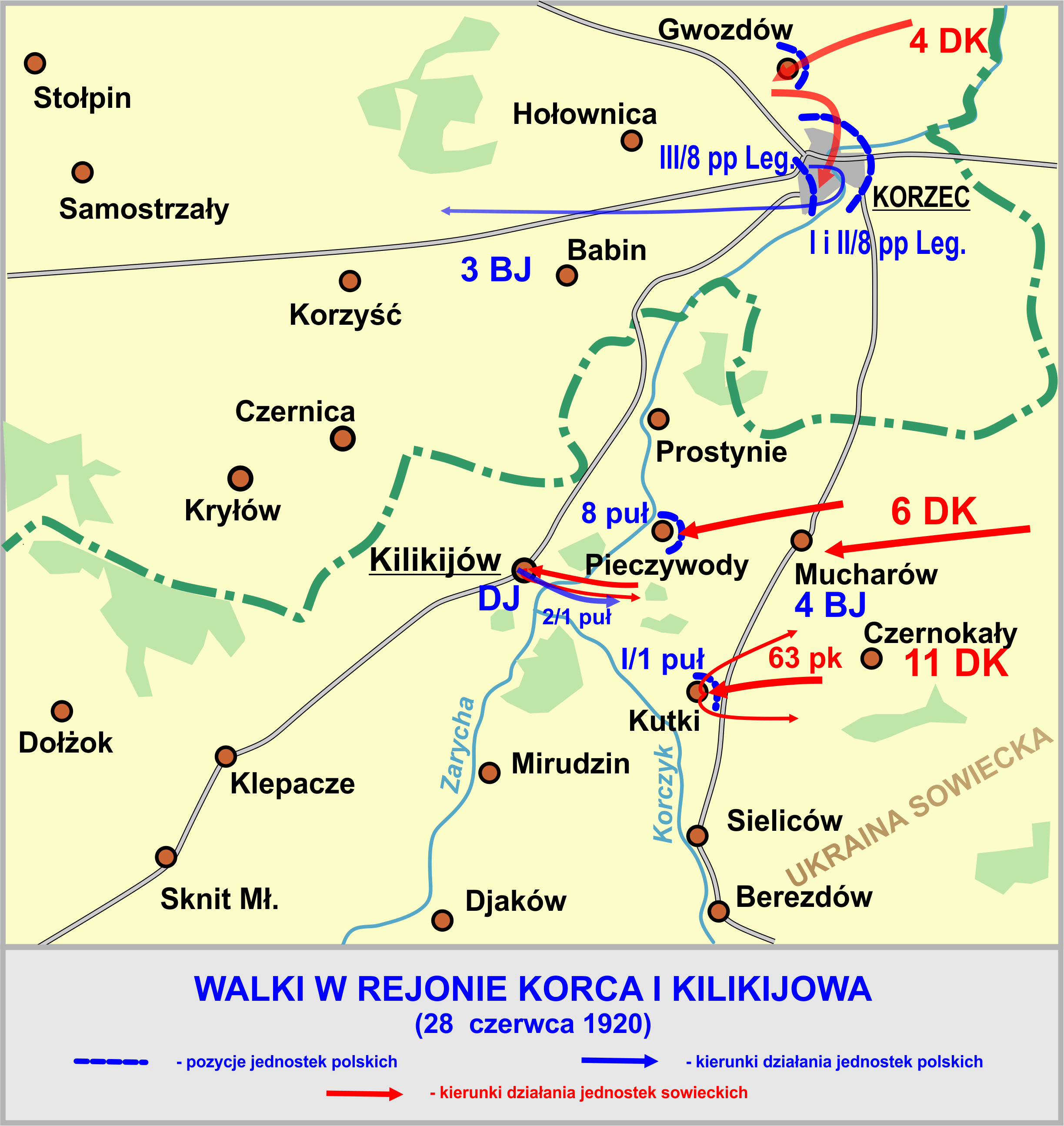
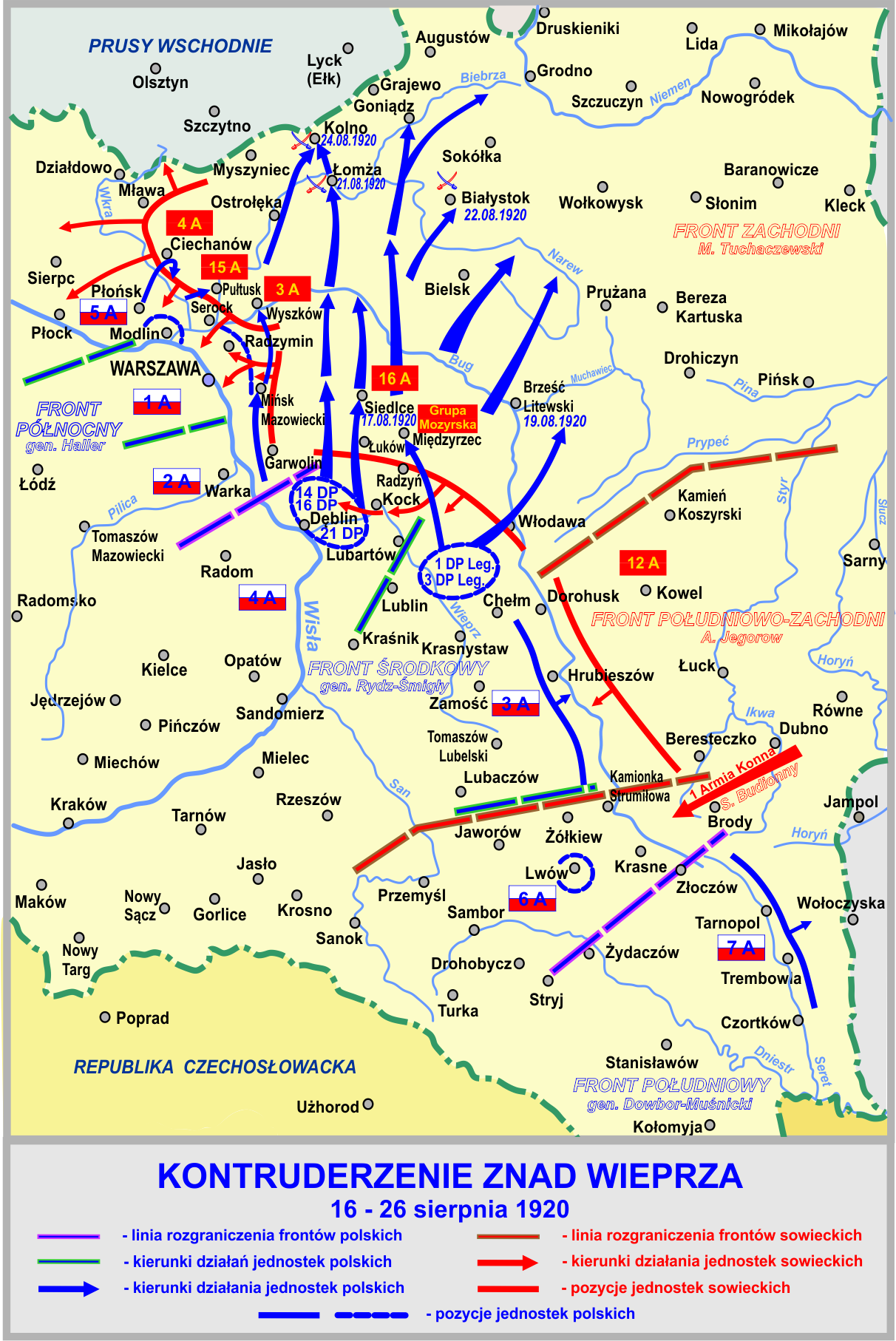
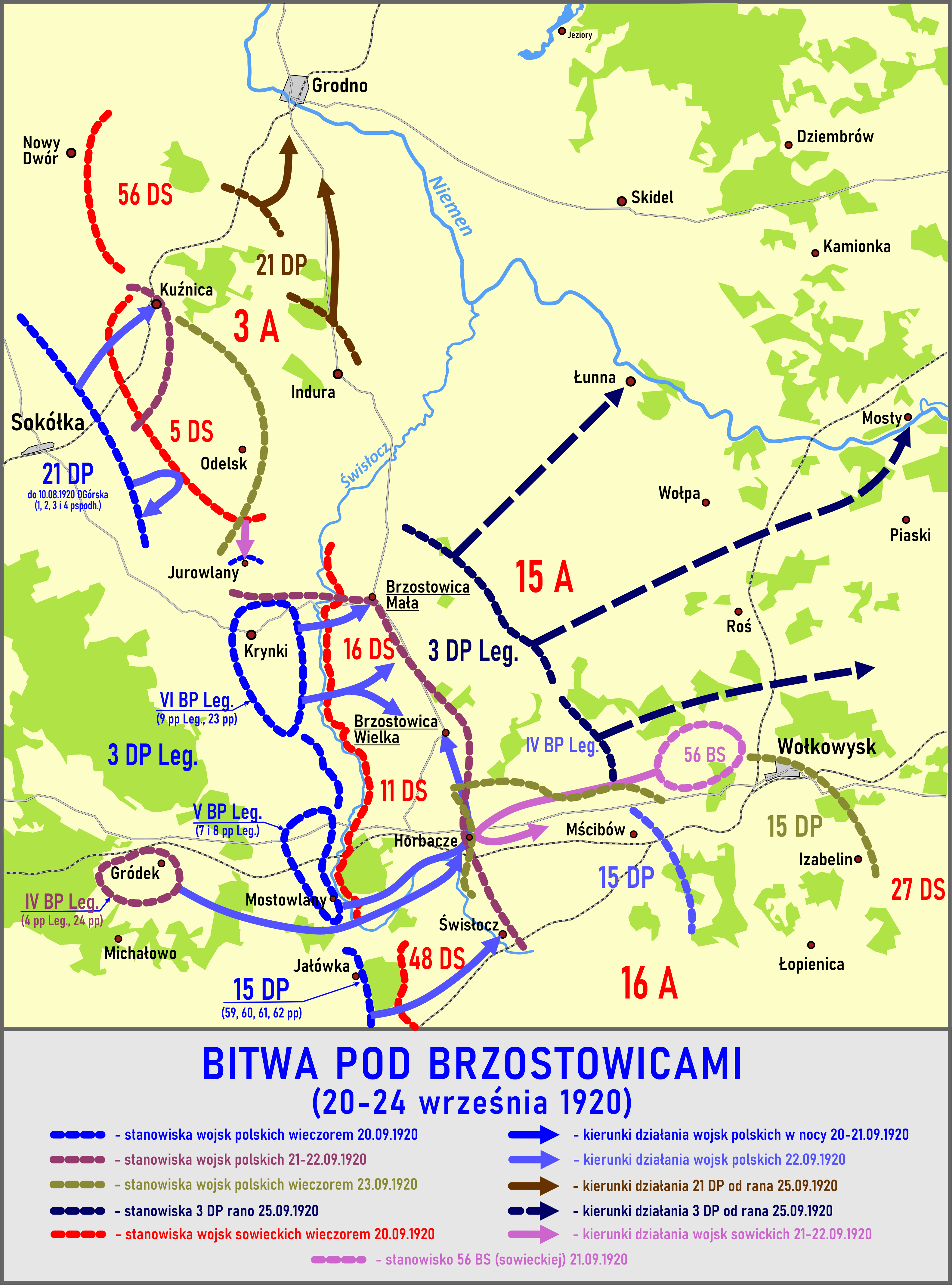
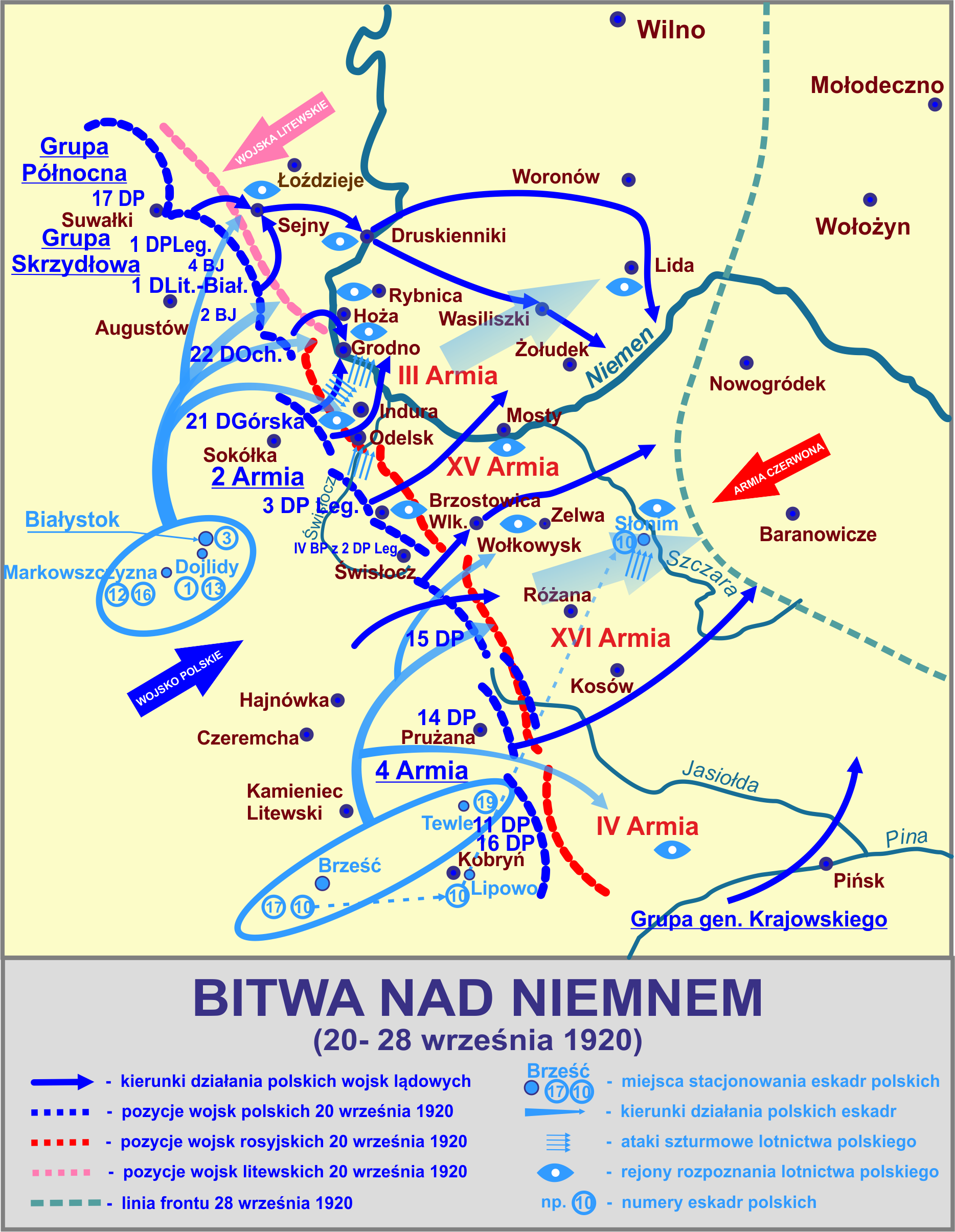
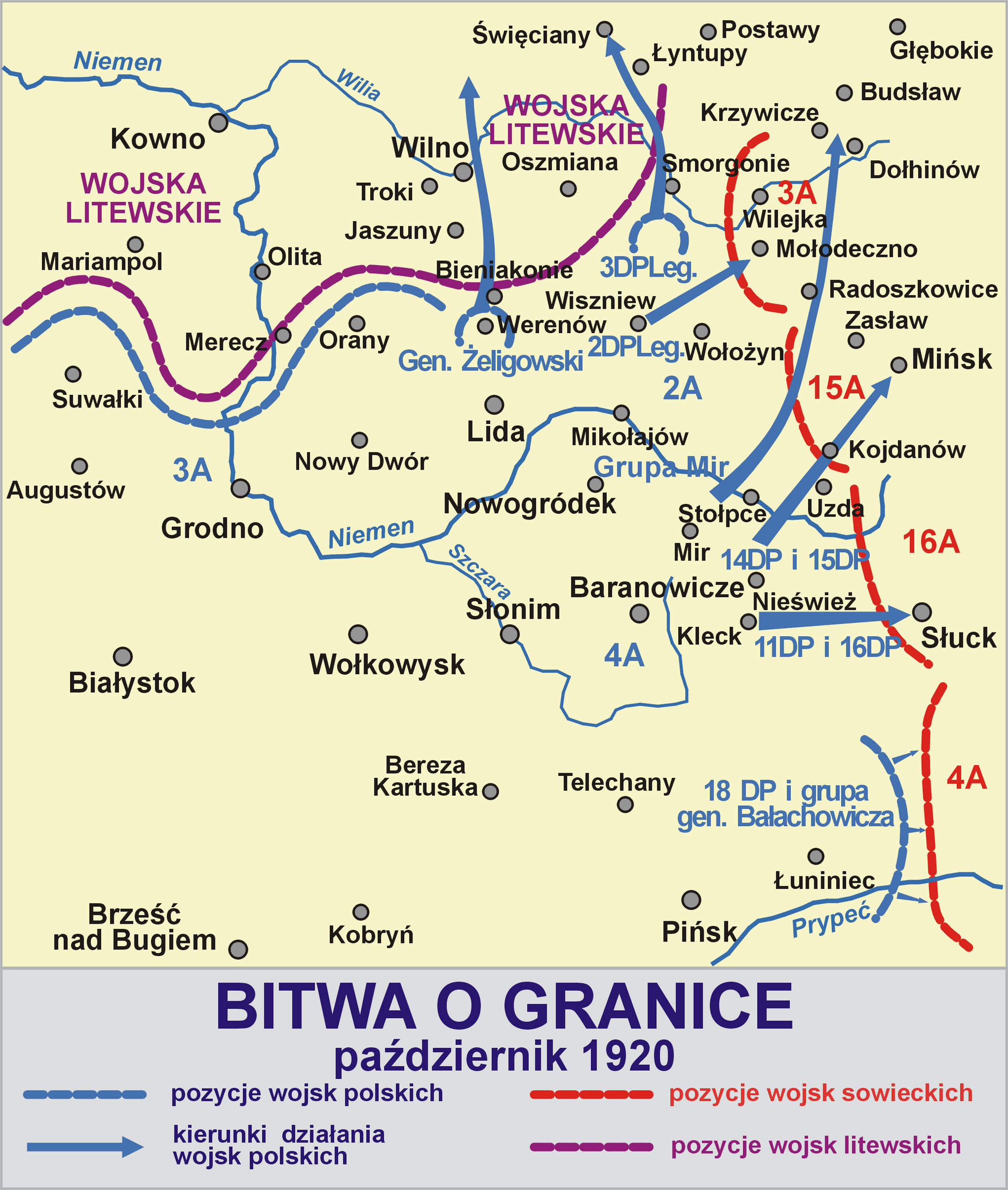

### Kawalerowie Virtuti Militari
| Żołnierze pułku odznaczeni Krzyżem Srebrnym Orderu Wojskowego Virtuti Militari za wojnę 1918–1920 | Żołnierze pułku odznaczeni Krzyżem Srebrnym Orderu Wojskowego Virtuti Militari za wojnę 1918–1920 | Żołnierze pułku odznaczeni Krzyżem Srebrnym Orderu Wojskowego Virtuti Militari za wojnę 1918–1920 | Żołnierze pułku odznaczeni Krzyżem Srebrnym Orderu Wojskowego Virtuti Militari za wojnę 1918–1920 |
| ------------------------------------------------------------------------------------------------- | ------------------------------------------------------------------------------------------------- | ------------------------------------------------------------------------------------------------- | ------------------------------------------------------------------------------------------------- |
| mjr Władysław Bończa-Uzdowski                                                                     | sierż. Henryk Bałazy                                                                              | plut. Ignacy Bucholc                                                                              | kpr. Jan Bolkowski                                                                                |
| śp. por. Roman Cieśla                                                                             | st. sierż. Leon Cymer                                                                             | por. Seweryn Dawid                                                                                | kpr. Marian Dzikowski                                                                             |
| ppor. Antoni Gankiewicz                                                                           | st. sierż. Michał Grochowski                                                                      | por. Ignacy Hniłko                                                                                | śp. ppor. Jerzy Jordan                                                                            |
| por. Jacek Jura                                                                                   | por. Józef Kössler                                                                                | śp. st. szer. Zygmunt Kaleta                                                                      | st. sierż. Józef Kamiński                                                                         |
| st. szer. Teodor Kobla                                                                            | kpr. Adam Kościelak                                                                               | kpr. Stanisław Krzemień                                                                           | śp. plut. Bolesław Legel                                                                          |
| śp. mjr Kazimierz Małkowski                                                                       | śp. por. Roman Mańkowski                                                                          | śp. szer. Wacław Marciniak                                                                        | śp. ppor. Franciszek Masłocha                                                                     |
| ppor. Tadeusz Woleński                                                                            | śp. por. Stanisław Mitkiewicz                                                                     | Niezgoda Franciszek plut.                                                                         | Nowak Bolesław plut.                                                                              |
| Nowakowski Wacław sierż.                                                                          | Olszowski Zygmunt sierż.                                                                          | Panfil Antoni kpr.                                                                                | Sawicki Jan plut.                                                                                 |
| ppor. Antoni Sikorski                                                                             | Smoliński Wacław pchor.                                                                           | Srokosz Piotr st. sierż.                                                                          | ppor. Marian Stachelski                                                                           |
| Strag Jan szer.                                                                                   | kpt. Zygmunt Szafranowski                                                                         | Świderski Gustaw kpt.                                                                             | ppor. Franciszek Tabaczyński                                                                      |
| ppor. Franciszek Mieczysław Targowski                                                             | por. Wilhelm Kazimierz Tippe                                                                      | ppor. Jan Tupikowski                                                                              | sierż. Wacław Wilamowski                                                                          |
| kpt. Stanisław Wilczyński                                                                         | kpt. Leon Winiarski                                                                               | ppor. Wincenty Wnuk                                                                               | ppor. Stefan Wroński                                                                              |
| ppor. Stanisław Wróbel                                                                            | szer. Józef Zawal                                                                                 | ppor. Zbigniew Zieliński                                                                          |                                                                                                   |

Wśród odznaczonych Krzyżem Orderu Virtuti Militari byli również oficerowie, którzy podczas tej wojny pułkiem dowodzili: ppłk Ferdynand Zarzycki, kpt. Franciszek Kruk-Grzybowski, mjr Mieczysław Smorawiński, mjr Czesław Jarnuszkiewicz, ppłk Franciszek Daniel Paulik, ppłk Władysław Bończa-Uzdowski, kpt. Zygmunt Szafranowski.
Ponadto 89 oficerów, 7 podchorążych i 322 szeregowych zostało odznaczonych Krzyżem Walecznych.

## Pułk w okresie dwudziestolecia międzywojennego

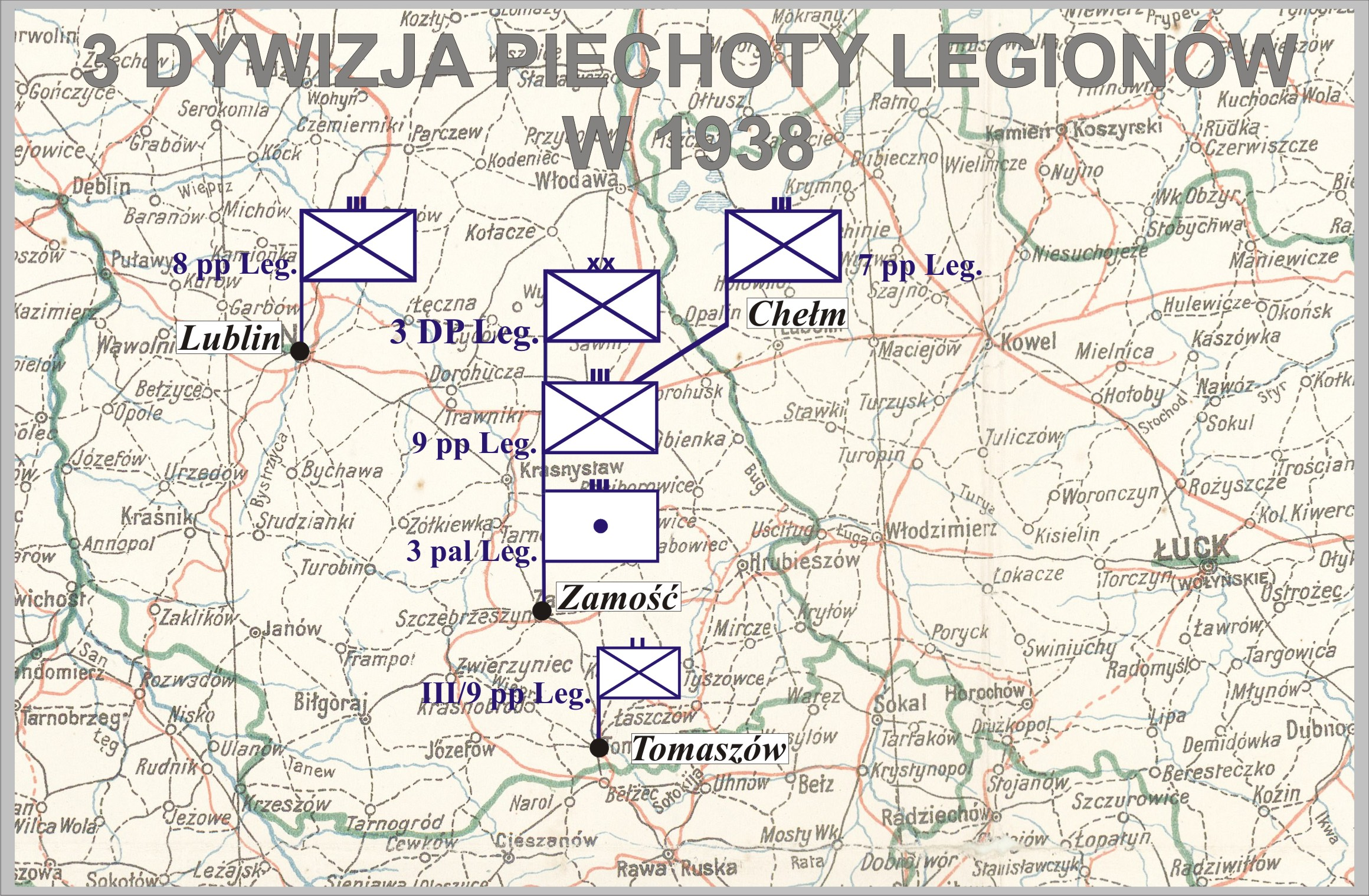

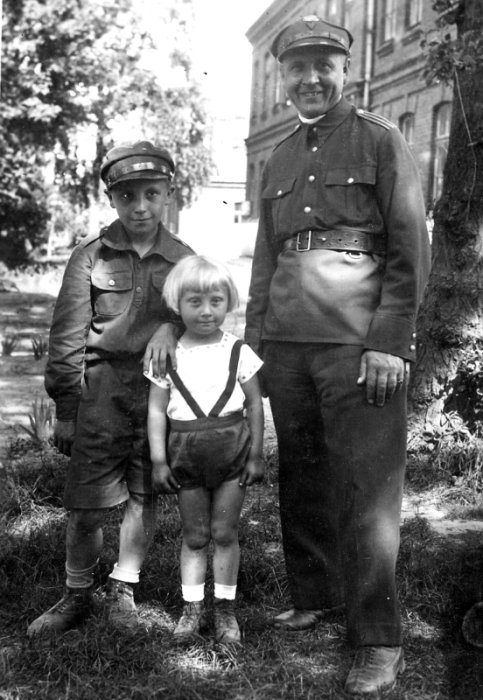
st.sierż Czesław Kurowski z synami na terenie koszar 8 pp Leg.

W okresie międzywojennym 8 pułk piechoty Legionów stacjonował na terenie Okręgu Korpusu Nr II w garnizonie Lublin. Wchodził w skład 3 Dywizji Piechoty Legionów.
Jeden z najbardziej dramatycznych momentów w dziejach oddziału przypadł na maj 1926, kiedy to dowództwo pułku stanęło wobec konieczności dokonania wyboru i opowiedzenia się po jednej ze stron w czasie przewrotu majowego. W wypadkach wzięły udział dwa bataliony pułku, liczące łącznie 21 oficerów, 5 chorążych, 444 szeregowców i 20 koni, uzbrojone w 430 karabinów i 12 ciężkich karabinów maszynowych. Załadowanie batalionów na transport kolejowy nastąpiło wieczorem 13 maja, na stacji kolejowej w Lublinie. Dowództwo nad baonami sprawował dowódca piechoty dywizyjnej 3 DP Leg., płk Władysław Bończa-Uzdowski. Po załadunku oddział wyjechał do stolicy. 14 maja około godz. 8.00 na Dworcu Gdańskim w Warszawie rozpoczął się wyładunek pozostałych oddziałów 3 DP Leg. (dwa baony 7 pp Leg. i dwa baony 9 pp Leg. pod dowództwem gen. bryg. Kazimierza Fabrycego). W walkach w stolicy poległ jeden oficer pułku, por. Józef Niedzielski.
Okoliczności poprzedzające decyzję o przybyciu batalionów pułku wraz ze swoją dywizją do Warszawy wspomniał w swojej publikacji również Stanisław Haller – stojący wówczas po stronie prezydenta RP Wojciechowskiego. Według relacji Hallera, oddziały prorządowe weszły w posiadanie radiotelegraficznego rozkazu marszałka Józefa Piłsudskiego, skierowanego do 3 DP Leg. w Zamościu, polecającego przybycie dywizji do Warszawy i podjęły próbę powstrzymania transportu wojska zmierzającego ku Warszawie poprzez zniszczenie mostu kolejowego na rzece Wieprz.
W okresie pokojowym pułk realizował program zasadniczych i rutynowych celów związanych z doskonaleniem i ćwiczeniem umiejętności i zdolności bojowej żołnierzy oraz pododdziałów. Odbywało się to na terenie poligonu usytuowanego w Górkach Czechowskich. Poza tą działalnością wdrażanych było wiele innych inicjatyw prospołecznych, skierowanych zarówno do nowo rekrutowanych poborowych, jak i do ludności Lublina i jego okolic. Do takich należała: walka z analfabetyzmem, szkolenia w zakresie nauki rachunkowości, przysposobienie do niektórych zawodów cywilnych. Ponadto na terenie jednostki zorganizowana została spółdzielnia, której członkami mogli zostać wojskowi. Działania gospodarcze pozwalały osiągać pewne dochody, które umożliwiały następnie organizowanie wycieczek krajoznawczych dla żołnierzy do wielu miast polskich oraz dożywianie dzieci z ubogich rodzin.
19 maja 1927 minister spraw wojskowych marszałek Polski Józef Piłsudski ustalił i zatwierdził dzień 15 maja, jako datę święta pułkowego. Pułk obchodził swoje święto w rocznicę utworzenia jednostki w 1918 oraz w rocznicę wręczenia chorągwi ufundowanej przez miasto Lublin i okoliczne ziemiaństwo.
W dniu święta organizowano szereg uroczystości patriotycznych, w których uczestniczyli, oprócz żołnierzy i ich rodzin, również przybywający na zaproszenie dowództwa pułku przedstawiciele władz państwowych i kościelnych oraz władz Lublina, a przede wszystkim mieszkańcy Lublina i okolic. Dzień rozpoczynał się uroczystym apelem, podczas którego dokonywane były wręczenia odznaczeń i awansów oficerom i żołnierzom 8 pp Leg. Kolejnymi elementami uroczystości były: defilada wojska z udziałem orkiestry wojskowej, msza święta przy „Kopcu Legionistów” – celebrowana przez arcybiskupa lubelskiego i księży lubelskiego ordynariatu polowego. Niejednokrotnie uroczystości pułkowe odbywały się również poza terenem jednostki, a defilada na placu Litewskim w centrum Lublina. Po zakończeniu oficjalnych uroczystości rozpoczynał się festyn, w którym uczestniczyli goście wraz z żołnierzami i przybyłą ludnością Lublina. Podczas festynu odbywały się również koncerty z udziałem zaproszonych artystów i orkiestry pułkowej dyrygowanej przez kpt. Faustyna Kulczyckiego. Podczas festynu organizowane były często zbiórki pieniędzy i darów dla dzieci z ubogich rodzin.
Po wprowadzeniu w 1930 nowej organizacji piechoty na stopie pokojowej, pułk szkolił rekrutów dla potrzeb batalionu Korpusu Ochrony Pogranicza.
Pułk posiadał własną orkiestrę wojskową, która towarzyszyła wszystkim uroczystościom legionowym – tak na terenie jednostki, jak i poza nią. Kapelmistrzem orkiestry był kpt. Faustyn Kulczycki. Święta pułkowe uświetniła dwukrotnie swoim występem Hanka Ordonówna. Na te uroczystości była zapraszana ludność Lublina. Pułk organizował także zbiórkę na Fundusz Obrony Narodowej.
W Czechowie Górnym (obecnie dzielnica Lublina) powstało staraniem dowództwa osiedle domów dla rodzin etatowych oficerów i podoficerów pułku. Pułk propagował również wśród młodzieży aktywność sportową. Był tam zorganizowany „Wojskowy Klub Sportowy”, którego członkowie, wspólnie z pozostałymi klubami wojskowymi garnizonu DOK II w Lublinie, utworzyli późniejszą „WKS Lubliniankę”. Pułk wielokrotnie wizytowali marszałkowie: Józef Piłsudski i Edward Rydz-Śmigły.

## 8 pp Leg. w kampanii wrześniowej

### Mobilizacja i koncentracja
Zgodnie z planem mobilizacyjnym „W” 8 pp Leg. rozwijał się w I rzucie mobilizacji powszechnej. Gotowość bojową osiągnąć miał 4 dnia mobilizacji. Mobilizacja ogłoszona została 30 sierpnia 1939, a pierwszym jej dniem wyznaczono 31 sierpnia. Według założeń planu operacyjnego „Zachód”, 8 pp Leg. wraz z macierzystą 3 DP Leg. przewidziany został do składu Armii Odwodowej „Prusy”  . Miejscem planowanym formowania bojowego pułku były miejscowości podlubelskie: Konopnica, Jastków, Czechów, Sławin, Motycz i Węglin. Zmobilizowanych zostało 91 oficerów oraz 3212 podoficerów i szeregowych. Wobec szybkiego rozwoju sytuacji na froncie, mobilizacja przebiegała w trudnych warunkach i pod nieustannym zagrożeniem ze strony niemieckich bombardowań.
Nocą z 2 na 3 września 1939 I batalion został wyekspediowany pociągiem z Lublina na front. Z 3 na 4 września wyjechał z Lublina pociąg z dowództwem pułku, a 4 września II batalion. Te transporty dojechały do Dęblina – ostatni dotarł 5 września. Do formowania bojowego III batalionu 8 pułku piechoty Legionów doszło 1 września 1939 we wsi Czechów w godzinach przedpołudniowych. To miejsce wybrano z powodu wcześniejszego zbombardowania koszar przez niemieckie lotnictwo. Pułk wchodził w skład 3 Dywizji Piechoty Legionów dowodzonej przez płk. Mariana Turkowskiego.
III batalion został oddzielony od reszty pułku – nie dotarł do miejsca zgrupowania w Dęblinie. W czasie transportu kolejowego doszło do zniszczenia mostu na Wiśle, skutkiem czego III batalion pozostał po wschodniej stronie rzeki i zgodnie z rozkazem Wodza Naczelnego od 6 września 1939 został podporządkowany 9 pp Leg. dowodzonemu przez ppłk. Zygmunta Bierowskiego. Jego zadaniem była obrona odcinka Dęblin–Kazimierz Dolny. Do zaciętych walk z Niemcami doszło 10 września podczas obrony przyczółka mostowego w Puławach. Od 11 września III batalion 8 pp Leg. wszedł w skład 39 DP Rez. dowodzonej przez gen. Brunona Olbrychta i został podporządkowany planom Grupie Operacyjnej dowodzonej przez gen. bryg. Jana Kruszewskiego. W tym okresie, 21–23 września, stoczono m.in. zwycięskie bitwy pod Barchaczowem i Cześnikami.
Ponadto 8 pp Leg. sformował w mobilizacji alarmowej:
- Kompanię karabinów maszynowych przeciwlotniczych typu B nr 21 (dowódca – kpt. Stefan Karol Łysakowski)
- Kompanię karabinów maszynowych przeciwlotniczych typu B nr 22 (dowódca – kpt. rez. Bronisław Sikorski)
- dowództwo grupy kompanii asystencyjnych nr 2
- Kompanię asystencyjną nr 24
- Kompanię asystencyjną nr 25
- Kompanię asystencyjną nr 26
- Kompanię asystencyjną nr 206

w I rzucie mobilizacji powszechnej:
- kompanię kolarzy nr 21 dla 3 DP Leg. (dowódca – por. rez. Józef Baranowski)
- kolumnę taborową parokonną nr 202 dla 3 DP Leg.

w II rzucie mobilizacji powszechnej:
- II batalion 93 pułku piechoty dla 39 DP Rez. (dowódca – mjr Jan Lasota)
- batalion marszowy 8 pułku piechoty Legionów (dowódca – por. rez. Tadeusz Andrzej Moszyński)
- uzupełnienie marszowe kompanii kolarzy nr 21

oraz przeprowadził mobilizację materiałową rejonowych komend uzupełnień: Lublin-Miasto i Lublin-Powiat.

### Działania bojowe

#### Pod Samsonowem i bitwie pod Iłżą

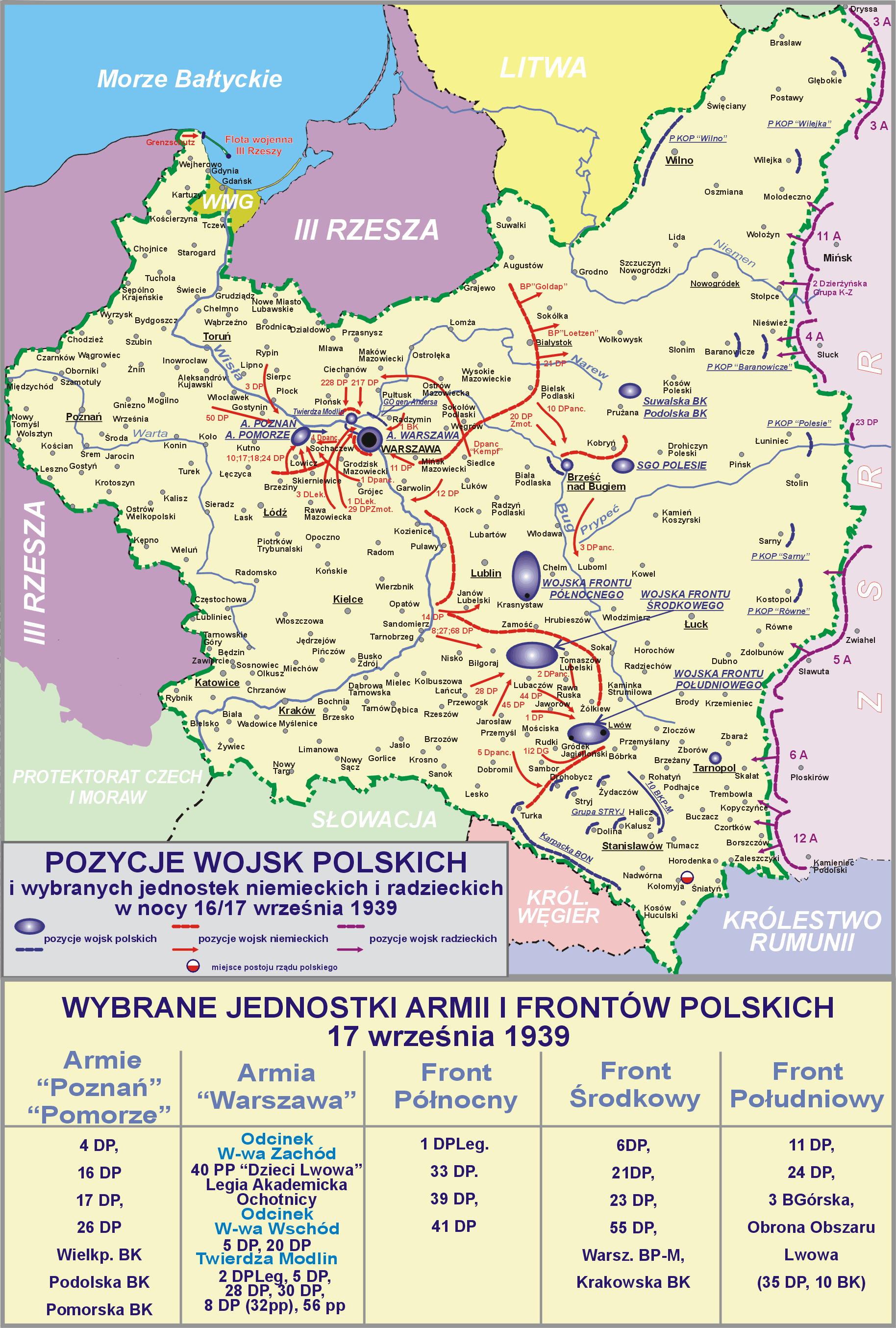
Położenie wojsk Frontu Północnego, dowodzonego przez gen. Stefana Dąba-Biernackiego, w dniu 17 września 1939

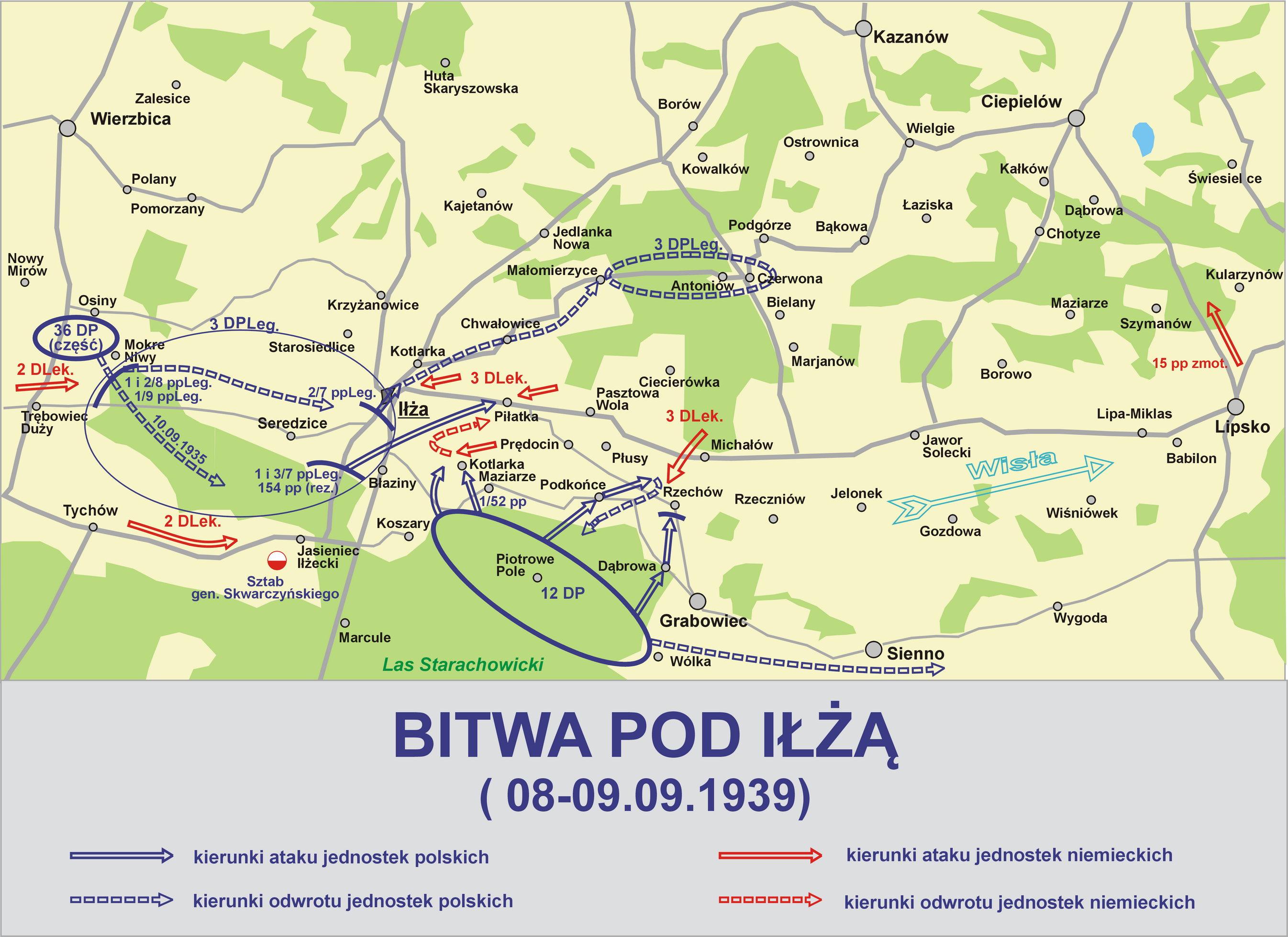
Bitwa pod Iłżą

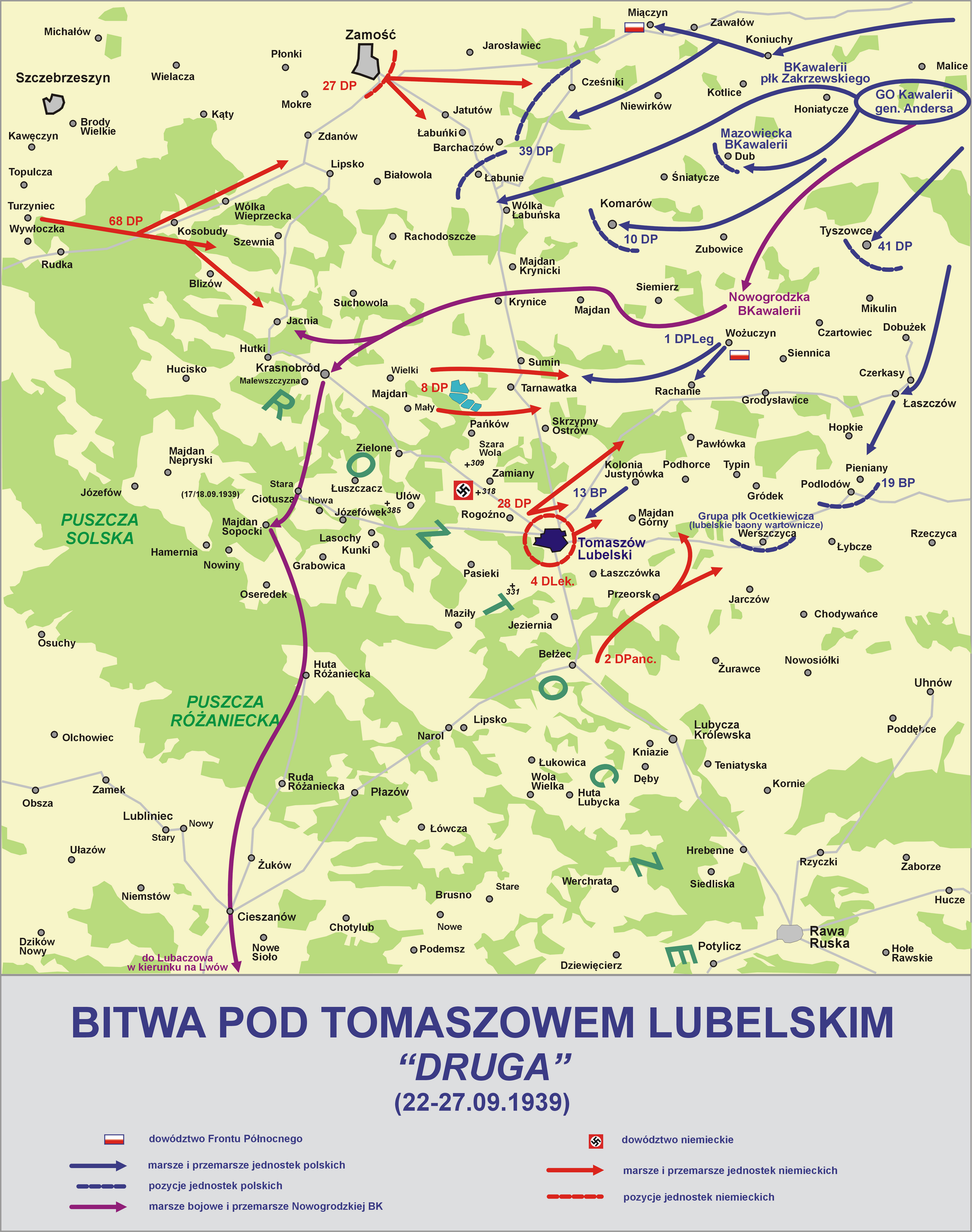
Bitwa pod Tomaszowem Lubelskim

Pułk w ramach 3 Dywizji Piechoty Legionów, Zgrupowania Południowego stanowiącej część Armii Prusy, brał udział w walkach pod Samsonowem. I batalion 8 pp Leg. 5 września 1939 otrzymał rozkaz obsadzenia lasu na północ od Samsonowa. Po forsownym marszu batalion zajął wskazane stanowiska obronne, 6 września w godzinach porannych i nawiązał kontakt z patrolami niemieckiej 2 Dywizji Lekkiej. W trakcie porannej potyczki armaty ppanc. przydzielone do batalionu unieruchomiły dwa samochody pancerne. Stanowiska obronne batalionu zostały zaatakowane przez lotnictwo niemieckie, ostrzelane ogniem artyleryjskim i broni maszynowej. Odrzucono poranne natarcie piechoty zmotoryzowanej wspartej czołgami, unieruchamiając przy pomocy broni przeciwpancernej 4 czołgi. Do godzin południowych I batalion odparł kilka natarć wroga i był wielokrotnie ostrzeliwany przez artylerię, unieruchomił dalszych osiem pojazdów pancernych i zadał duże straty piechocie. Straty własne to 10 poległych i kilkudziesięciu rannych. Po godz. 14.00 I batalion wycofał się w rejon koncentracji macierzystej dywizji. Kompania zwiadowców patrolując rejon pomiędzy miejscowościami Barak i Huta rozbiła grupę dywersantów.  6 września i noc 6/7 września batalion maszerował w kierunku Szydłowca, a po dołączeniu do reszty 8 pp Leg. podążał na czele kolumny 3 DP Leg. w kierunku lasów seredzickich. W trakcie marszu 2 kompania ckm zestrzeliła samolot niemiecki. 8 września rano po dotarciu do lasów 8 pp leg. (bez III batalionu) skoncentrował się i zajął obronę w pobliżu miejscowości Trębowiec Duży. Pułk ze wsparciem 3 baterii 3 pal Leg. na stanowiskach obronnych został ostrzelany ogniem artylerii, a następnie o 11.30 odparł uderzenie niemieckiego oddziału rozpoznawczego z 2 D Lek. Ogniem armat ppanc. i armat piechoty rozbito 10 pojazdów pancernych. Do zmroku pododdziały pułku toczyły walkę ogniową z napierającymi grupami z 2 D Lek. W godzinach nocnych grupa uderzeniowa 3 DP Leg. miała otworzyć drogę przez Iłżę ku Wiśle, w celu odwrócenia uwagi nieprzyjaciela część II batalionu wykonała nocne natarcie na bagnety na swoim odcinku odrzucając z powodzeniem jednostkę wroga. Do Iłży nocą 8 września dotarła osobno maszerująca większość pułku, osobno II batalion, który 9 września rano osiągnął lasy małomierzyckie. Z uwagi na brak powodzenia w rozerwaniu okrążenia wojsk niemieckich, zaistniał chaos w szeregach dywizji. W trakcie marszu zatłoczonymi drogami częściowemu rozproszeniu uległ I batalion i częściowo pododdziały poza batalionowe pułku, wszystkie dotarły do lasów małomierzyckich. Po południu 9 września II batalion podjął marsz w kierunku Zwolenia do przepraw na Wiśle pod Puławami. Odbił z rąk niemieckich wieś Ostrowica i licznych polskich jeńców głównie z 3 DP Leg. Z uwagi na rozpoznanie dużych sił wroga w okolicach Zwolenia, batalion maszerował nocą 9/10 września na Kałków, Dąbrowę. Po osiągnięciu lasu pod Dąbrową, po całodziennym odpoczynku, ze względu na kontrolę okolicznych dróg przez oddziały wroga, dowódca batalionu rozwiązał II batalion. Nakazał zakopać i zniszczyć ciężkie uzbrojenie i małymi grupami nakazał przebijać się ku Wiśle. Większość żołnierzy w kilku najbliższych dniach dostała się do niewoli, wraz z dowódcą batalionu, niewielu uszło za Wisłę. Podobny los spotkał grupę dowodzoną przez I adiutanta pułku. Stoczył potyczkę pod Wolą Twarogową i udał się w lasy w okolice Czarnolasu i Sarn, tam z tych samych powodów po rozmontowaniu ciężkiej broni lub zakopaniu jej nakazał przedzierać się za Wisłę. Przedzierając się do Puław w większości grupa dostała się do niewoli 13 września. Pod Solcem niewielka grupa pod dowództwem ppłk. Antoniego Cebulskiego i dowódcy I batalionu przeprawiła się przez Wisłę i udała się na Lubelszczyznę.

#### Odtworzenie pułku, udział w bitwie pod Tomaszowem Lubelskim
10 września do Opola Lubelskiego przybył ppłk  A. Cebulski i dowódca I batalionu mjr Kaseja oraz kilkudziesięciu żołnierzy z rozbitego 8 pp Leg. Na rozkaz dowódcy Armii "Lublin" gen. dyw. T. Piskora, w rejonie Chełma od 14 września podjęto odtwarzanie 3 DP Leg., a w jej składzie 8 pp Leg. Pułk odtworzono z rozbitków pułku, innych jednostek oraz np. SPRArt. z Włodzimierza Wołyńskiego i własnego batalionu marszowego. Składał się z I batalionu (improwizowanego) mjr. M. Kaseji, II batalionu (improwizowanego) mjr. Wilhelma Kiczaka i batalionu marszowego 8 pp Leg. mjr. Tadeusza Sabatowskiego (dozbrojonego) oraz plutonu ppanc. i działonu artylerii piechoty. Dywizja ostatecznie została odtworzona jako 3 Brygada Piechoty Legionów, weszła jako część składowa do 1 Dywizji Piechoty Legionów gen. bryg. W. Kowalskiego, która podlegała dowództwu Armii gen. bryg. Emila Krukowicza-Przerzymirskiego, weszła w skład Frontu Północnego. W ramach przegrupowania 18 września pułk podjął marsz przez Wojsławice i Wożuczyn. Podczas natarcia 1 DP Leg., 8 pp Leg. stanowił jej prawe skrzydło miał nacierać Rachanie i Sumin. Po przegrupowaniu nocą 21/22 września, o świcie legioniści 8 pułku zdobyli w walce miejscowość Sumin siłami I i II batalionu. Nocą 22/23 września I batalion przekroczył szosę Tomaszów-Zamość, pozostałe bataliony odpoczywały w lasach Pouczyna. 23 września I batalion nacierał na Niemirówek przy wsparciu baterii 3 pal, batalion marszowy 8 pp Leg. w brawurowym natarciu zdobył Tarnawatkę. II batalion został wydzielony do ubezpieczenia skrzydła 1 DP Leg. po niespodziewanym odejściu GO Kawalerii gen. Andersa. W godzinach popołudniowych przy udziale silnego wsparcia artyleryjskiego do natarcia przystąpiły wojska niemieckie. W jego wyniku zostały rozbite główne siły 8 pułku i wojska niemieckie odzyskały utracony teren, resztki rozbitych pododdziałów pułku wycofały się w stronę Wożuczyna. II batalion ubezpieczający skrzydło dywizji przełamał pierścień okrążenia zdobywając Suchowolę i majątek Zofiówka. 25 września dołączył do 39 Dywizji Piechoty Rezerwowej brał udział w walkach o Krasnobród, zdobył w walce na bagnety wzg. 304, po czym został z niego wyparty. Ponownie przełamał okrążenie niemieckie 27 września pod wsią Szopowe. Następnie wobec wyczerpania możliwości dalszej walki mjr Kiczak, II batalion rozwiązał, broń i amunicję zakopał. Z rozbitków I batalionu i marszowego dowódca 3 kompanii batalionu marsz. por. J. Wosik utworzył ok. 300 osobowy oddział, który przerwał okrążenie pod Tarnawatką stoczył kilka zwycięskich potyczek i na początku października dopiero oddział rozwiązał.  

#### III batalion 8 pp Leg.
Etatowy III batalion 8 pułku piechoty Legionów z uwagi na uszkodzenie mostu 6 września pozostał na wschodnim brzegu Wisły, został podporządkowany dowódcy 9 pułku piechoty Legionów. 8 września zajął stanowiska obronne na wschodnim brzegu rzeki na odcinku Dęblin-Kazimierz Dolny. 11 września wraz z 9 pp Leg. wszedł w skład 39 DP rez. 12 września wobec sforsowania Wisły przez Niemców III batalion wraz z 39 DP Rez. wycofał się na wschód, dotarł nocą 16/17 września do lasów w pobliżu Łęcznej. 18/19 września podczas walk o Krasnystaw batalion wspólnie z częścią 9 pułku piechoty Legionów stał w odwodzie w lesie na północ od Izbicy. 20 września w kolumnie 9 pp Leg. osiągnął lasy Majdanu Sitanieckiego. Następnie w ramach przygotowania do natarcia na Tomaszów Lubelski III/8 pp Leg. ze wsparciem dywizjonu III/3 pal Leg. zajął wieś Barchaczów. O świcie 21 września, polskie natarcie zostało uprzedzone przez natarcie niemieckich 40 i 63 pp z 27 DP. W boju do godz. 17.00 III batalion utrzymał się na pozycjach, po czym wyczerpany bojem opuścił płonącą wieś. Poniósł duże straty w zabitych i rannych, w tym ciężko rannego dowódcę batalionu mjr. Smolińskiego. Batalion wspólnie z batalionem III/9 pp Leg. walczył w lesie na zachód od Barchaczowa powstrzymując natarcie wroga. 22 września batalion ponownie nacierał na lasy Majdanu Ruszkowskiego i Majdanu Krynickiego, wsparte ogniem artylerii uderzenie niemieckie odrzuciło 9 pp Leg. i III/8 pp Leg., aż po kolonię Bożydar. Kontratak polski w lasach odrzucił niemiecką piechotę z dużymi stratami. 24 września resztki III batalionu brały udział w natarciu na wzgórza w pobliżu Bożej Woli i Suchowoli. 25 i 26 toczono walki o przedarcie się przez pierścień okrążenia, ale bez skutku. 27 września resztki III batalionu 8 pułku skapitulowały w rejonie Terespola, część broni i wyposażenia zniszczyły, a część broni i amunicji zakopano.

### Bataliony marszowy i batalion improwizowany w OZN 8 pp Leg.
W II rzucie mobilizacji powszechnej zmobilizowany został batalion marszowy 8 pp Leg. wcielony został jako uzupełnienie jednostek 39 DPrez. i w jej składzie walczył. Dodatkowo z uwagi na pilną potrzebę obrony przepraw przez Wisłę zaimprowizowano w OZN 8 pp Leg. improwizowany batalion piechoty. Wszedł on 3 września w skład OW „Annopol” pod dowództwem mjr. Jerzego Starży-Majewskiego, improwizowany batalion z 8. pp Leg. dowodzony kpt. Jana Szwagierka, sformowany w Lublinie w składzie dwóch kompanii strzeleckich i plutonu ckm oraz improwizowany pluton armat ppanc. 37 mm.
Podczas kampanii wrześniowej w efekcie zniszczenia mostu na Wiśle w Puławach doszło do nieplanowanego rozdzielenia oddziału, który od tego momentu walczył w składzie dwóch formacji: częściowo w składzie organizacyjnym 3 DP Leg. oraz 39 DP rez. Walczące bataliony 8 pp Leg.. wzięły udział podczas tej wojny w następujących potyczkach i bitwach:
- pod Samsonowem – 6 września 1939,
- pod Iłżą – 8–9 września 1939,
- pod Puławami – 10–11 września 1939,
- pod Barchaczowem i Cześnikami – 21 września 1939,
- pod Rachaniami – 22 września 1939,
- pod Tarnawatką – 23 września 1939,
- pod Krasnobrodem – 24 września 1939,
- pod Tomaszowem Lubelskim – 22–27 września 1939.

## Odtworzenie pułku w Armii Krajowej
W latach 1943–1944 podjęte zostały starania odtworzenia 8 pp Leg. na bazie dawnej kadry oficerskiej i podoficerskiej – w ramach 3 Dywizji Piechoty Legionów AK, w związku z potrzebami dotyczącymi planowanej Akcji Burza. Od czerwca 1944 oddział wcielony w skład 27 Wołyńskiej Dywizji Piechoty AK. Jednym z dowódców batalionów tej jednostki był Zdzisław Broński, dowódcą pierwszej kompanii Hieronim Dekutowski.

## Żołnierze pułku

### Dowódcy pułku
W latach 1918–1939 dowodzenie 8 pułkiem piechoty Legionów powierzane było kolejno wybitnym i bardzo wysoko klasyfikowanym w rankingu not absolwenckich oficerom piechoty WP. Wywodzili się oni m.in. z Pierwszej Kompanii Kadrowej – spośród wiernych towarzyszy i zaufanych przyjaciół marszałka Józefa Piłsudskiego. Kilku z nich było odznaczonych elitarnym Oficerskim Znakiem „Parasola”. Wszyscy dowódcy 8 pp Leg. byli kawalerami najwyższego polskiego odznaczenia wojskowego – Orderu Virtuti Militari.
Dowódca pułku kierował osobiście szkoleniem oficerów i był odpowiedzialny za gotowość bojową, całokształt wyszkolenia, służbę gospodarczą i wewnętrzną pułku.
- ppłk Ferdynand Zarzycki (1 VI 1918 – 16 I 1919)
- kpt. Franciszek Kruk-Grzybowski (17 I – 1 II 1919)
- ppłk Ferdynand Zarzycki (2-17 II 1919)
- kpt. Franciszek Kruk-Grzybowski (17 – 18 II 1919)
- mjr Mieczysław Smorawiński (19 II – 4 V 1919)
- płk Bolesław Jatelnicki[45]
- mjr Czesław Jarnuszkiewicz (5-13 V 1919)
- płk Franciszek Paulik (14 V – 7 VII 1919)
- mjr Czesław Jarnuszkiewicz (8-22 VII 1919)
- płk Franciszek Paulik (3-9 VIII 1919)
- mjr Mieczysław Smorawiński (15-19 VIII 1919)
- płk Władysław Bończa-Uzdowski (30 VIII 1919 – 13 II 1920)
- mjr Czesław Jarnuszkiewicz (14 II – 16 III 1920)
- płk Władysław Bończa-Uzdowski (17 III – 15 VIII 1920)
- kpt. Zygmunt Szafranowski (16 VIII – 2 X 1920)
- kpt. Leon Winiarski (X 1920 – IV 1921)
- ppłk / płk piech. Brunon Olbrycht (IV 1921 – 19 III 1927 → dowódca piechoty dywizyjnej 2 DP Leg.[46])
- ppłk / płk dypl. piech. Leopold Endel-Ragis (31 III 1927[47] – 1 XII 1930 → szef sztabu DOK II[48])
- ppłk / płk piech. Jan Załuska (XII 1930[48] – 15 VII 1938 → dowódca OPL DOK II)
- ppłk piech. Wincenty Wnuk (15 VII 1938 – III 1939 → dowódca baonu KOP „Małyńsk”)
- ppłk piech. Antoni Cebulski (17 III – 27 IX 1939[49])

### Zastępcy dowódcy pułku
13 czerwca 1922 minister spraw wojskowych zniósł dotychczasowe stanowisko referenta wyszkolenia pułku piechoty i ustanowił etatowe stanowisko zastępcy dowódcy pułku zaszeregowanego do stopnia podpułkownika, wyznaczanego przez Ministra Spraw Wojskowych. Zakres działania zastępcy dowódcy określał dowódca pułku, przed którym był on całkowicie odpowiedzialny. W 1938 zmieniona została nazwa stanowiska na „I zastępca dowódcy”. W organizacji wojennej pułku nie było stanowiska zastępcy dowódcy.
- mjr piech. Zygmunt Szafranowski (p.o. 10 VII 1922 → 1923 → zastępca dowódcy 73 pp)
- mjr / ppłk piech. Henryk Sebera (1923 – V 1927 → oficer placu Tarnopol[51])
- mjr / ppłk piech. Aleksander Franciszek Bagieński[a] (V 1927[55] – II 1929)
- ppłk piech. Stanisław Edward Grodzki (III[56] – VIII 1929)
- ppłk piech. Stanisław Siuda (VIII 1929 – VI 1933 → dowódca 17 pp)
- ppłk piech. Stanisław Brodowski (VI 1933 – 1938 → zastępca dowódcy Morskiej Brygady ON)
- ppłk piech. Mieczysław Chamerski (do VIII 1939 → dowódca 116 pp)

### Obsada personalna w 1939
Obsada personalna i struktura organizacyjna w marcu 1939
Dowództwo i kwatermistrzostwo
- dowódca pułku – ppłk Antoni Cebulski
- I zastępca dowódcy pułku – ppłk Mieczysław Tymoteusz Chamerski
- adiutant – kpt. Eugeniusz Bogucki
- starszy lekarz – mjr dr Antoni Labega
- młodszy lekarz – por. lek. Ludwik Turecki
- II zastępca dowódcy pułku (kwatermistrz) – mjr Tadeusz Zygmunt Sabatowski
- oficer mobilizacyjny – kpt. adm. (piech.) Konstanty Bolesław Witkowski
- zastępca oficera mobilizacyjnego – kpt. adm. (piech.) Robert Franciszek Bernaś
- oficer administracyjno-materiałowy – kpt. piech. Józef Paweł Piasecki
- oficer gospodarczy –  por. int. Rudolf Franciszek Busina
- oficer żywnościowy – chor. Adam Szczurek
- p.o. dowódcy kompanii gospodarczej i oficera taborowego – por. art. Władysław Ocepa
- kapelmistrz – vacat

pododdziały specjalne
- dowódca plutonu łączności – por. Henryk Piątkowski
- dowódca plutonu pionierów – kpt. Witold Stanisław Jaworski
- dowódca plutonu artylerii piechoty – por. art. Władysław Ocepa
- dowódca plutonu przeciwpancernego – por. Michał Piotr Steczyszyn
- dowódca oddziału zwiadu – por. Wacław Sadowski

I batalion
- dowódca – ppłk Franciszek Targowski
- dowódca 1 kompanii – por. kontr. Włodzimierz Cybadze
- dowódca plutonu – ppor. Konrad Malinowski
- dowódca plutonu – ppor. Stanisław Kowalski
- dowódca 2 kompanii – kpt. Ryszard Adolf Kintzi
- dowódca plutonu – ppor. Czesław Kiełb
- dowódca plutonu – ppor. Zenon Sidorowicz
- dowódca 3 kompanii – por. Eugeniusz Stanisław Kieras
- dowódca plutonu – ppor. Wojciech Jan Kwiatkowski
- dowódca plutonu – chor. Walenty Cader
- dowódca 1 kompanii karabinów maszynowych – por. Kazimierz Władysław Klubiński
- dowódca plutonu – ppor. Kazimierz Rzepka

II batalion
- dowódca – mjr Józef Koper
- dowódca 4 kompanii – kpt. Włodzimierz Makowski
- dowódca plutonu – ppor. Zbigniew Antoni Woch
- dowódca plutonu – chor. Julian Górski
- dowódca 5 kompanii – por. Stefan Mazurek
- dowódca plutonu – ppor. Jan Stanisław Potasznik
- dowódca plutonu – chor. Bolesław Kowalski
- dowódca 6 kompanii – kpt. Józef Nicefor Okoński
- dowódca plutonu – ppor. Bronisław Jan Mazurek
- dowódca plutonu – por. Józef Milert
- dowódca 2 kompanii karabinów maszynowych – por. Stanisław Samek
- dowódca plutonu – por. Bolesław Szymon Woliński
- dowódca plutonu – ppor. Mieczysław Wącior

III batalion
- dowódca  – mjr Wacław Klemens Smoliński
- dowódca 7 kompanii – kpt. Aleksander Ludwik Ruciński
- dowódca plutonu – ppor. Edward Bis
- dowódca plutonu – ppor. Ludwik Patla
- dowódca 8 kompanii – kpt. Zdzisław Władysław Chojnacki
- dowódca plutonu - por. Jan Henryk Wosik
- dowódca plutonu – chor. Andrzej Osiński
- dowódca 9 kompanii – por. Stanisław Bonarowski
- dowódca plutonu – ppor. Wojciech Świątkowski
- dowódca plutonu – chor. Henryk Kawenczkowski
- dowódca 3 kompanii karabinów maszynowych – kpt. Henryk Czesław Żelewski
- dowódca plutonu – por. Jerzy Gąssowski
- dowódca plutonu – ppor. Alfred Raginia

na kursie
- por. Władysław Koc
- ppor. Jan Wilhelm

8 Obwód Przysposobienia Wojskowego „Lublin”
- kmdt obwodowy PW – mjr piech. Leon Tomaszewski
- kmdt miejska PW Lublin – por. kontr. piech. Roman Michał Jarosz
- kmdt powiatowy PW Lublin – por. kontr. piech. Wacław Romuald Lancmański
- kmdt powiatowy PW Janów Lubelski – kpt. adm. (piech.) Jan Szwagierek
- kmdt powiatowy PW Lubartów – por. kontr. piech. Stanisław Gajdamowicz

### Obsada personalna we wrześniu 1939
Organizacja wojenna i obsada personalna 8 pp Leg. we wrześniu 1939 przedstawiała się następująco:
Dowództwo

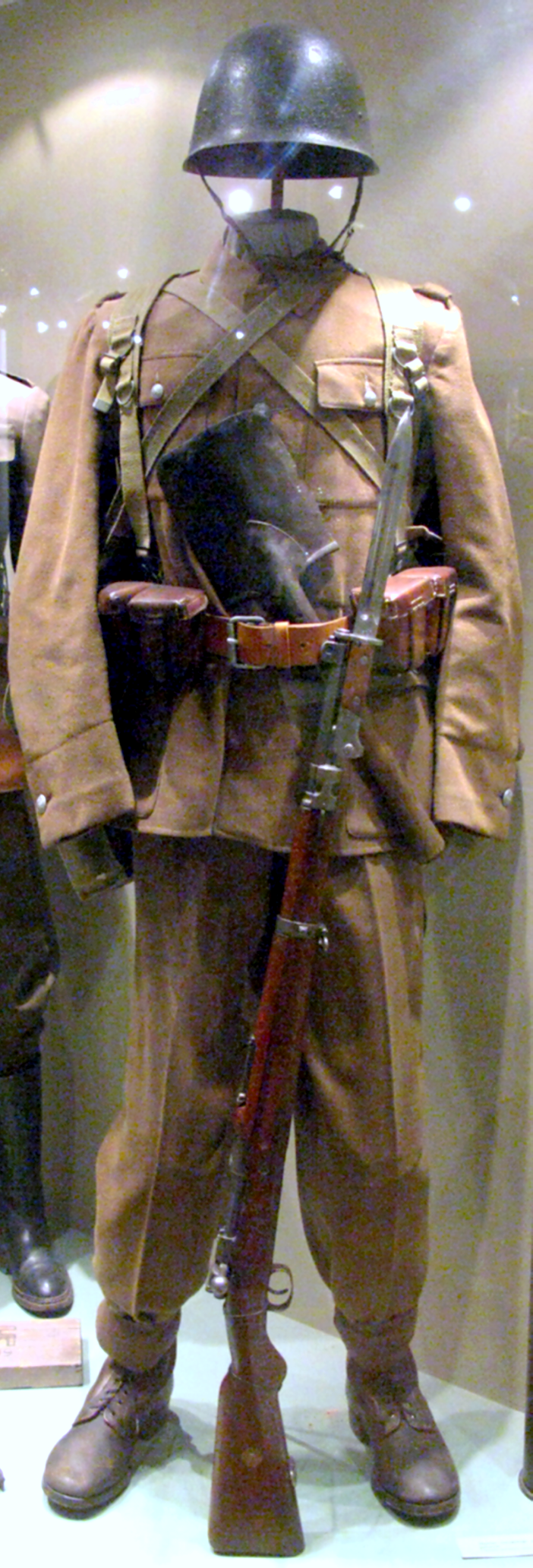
Mundur żołnierza piechoty Wojska Polskiego z września 1939

- dowódca pułku – ppłk Antoni Cebulski
- I adiutant – kpt. Henryk Żelewski (od 12 IX w niewoli); kpt. Eugeniusz Bogucki (od 12 IX 1939, zginął 14 IX)
- II adiutant – ppor. rez. Jerzy Józef Lachowicz
- oficer informacyjny – ppor. rez. Izydor Lefelt-Lewelt
- oficer łączności – por. Wacław Sadowski †9 X 1939
  - zastępca oficera łączności – st. sierż. Kazimierz Klimczak
- kwatermistrz – kpt. Włodzimierz Makowski
- oficer płatnik – chor. Ludwik Ossowski
- oficer żywnościowy – ppor. rez. Stefan Jedynak
- dowódca kompanii gospodarczej – por. rez. Ludwik Lawin
- naczelny lekarz – por. dr med. Ludwik Turecki †8 IX 1939 pod Iłżą
- felczer – st. sierż. Czesław Kurowski[62]
- podoficer san. – plut. Józef Różyk[62]
- kapelan – ks. kpt. Stanisław Małek[63]
- kapelmistrz – kpt. Lucjan Ksionek
- kierownik kancelarii – st. sierż. Stanisław Mazurek
- dowódca taborów – por. adm. (kaw.) Teodor Karwowski †1940 Katyń[64]

I batalion
- dowódca – mjr Michał Kaseja
- dowódca 1 kompanii – kpt. Witold Stanisław Jaworski
  - dowódca I plutonu – ppor. rez. Józef Andrzej Charnasson
  - dowódca III plutonu – ppor. rez. Wacław Bryszewski
- dowódca 2 kompanii – por. rez. Mieczysław Tudrej
- dowódca 3 kompanii – ppor. Kazimierz Rzepka
- dowódca 1 kompanii ckm – por. Kazimierz Władysław Klubiński
  - dowódca I plutonu – ppor. rez. Zbigniew Iżycki †6 IX 1939

II batalion
- dowódca – mjr Józef Koper (od 14 IX w niewoi niemieckiej);
- adiutant – ppor. rez. Tadeusz Radomski
- dowódca plutonu łączności – ppor. rez. Adolf Dzyr
- dowódca 4 kompanii – por. Stefan Mazurek
- dowódca 5 kompanii – kpt. Józef Okoński; ppor. Władysław Przybylski (od 9 IX)
  - dowódca I plutonu – ppor. Władysław Przybylski
  - dowódca II plutonu – chor. Bolesław Kowalski
  - dowódca III plutonu – ppor. rez. Bronisław Jan Mazurek †8 IX 1939 pod Iłżą
- dowódca 6 kompanii – por. rez. Zenon Leon Radomski
  - dowódca I plutonu – ppor. rez. Mieczysław Stryjecki
  - dowódca II plutonu – ppor. rez. Aleksander Kucharczyk
  - dowódca III plutonu – sierż. Stanisław Burzak
- dowódca 2 kompanii ckm – por. Tadeusz Wacław Pytlakowski
  - dowódca I plutonu – ppor. rez. Jan Kurowski

III batalion
- dowódca – mjr Wacław Smoliński (ciężko ranny 21 IX pod Barchaczowem)[65]; por. Jan Wilhelm (od 21 IX)
- adiutant – ppor. rez. Marian Kalicki
- dowódca plutonu łączności – ppor. rez. Tadeusz Sowa
- oficer płatnik – ppor. rez. Zygmunt Rutkowski
- dowódca 7 kompanii – por. Bolesław Holicz †22 IX 1939 pod Cześnikami
  - dowódca I plutonu – ppor. Edward Bis †21 IX 1939 w Lublinie z ran
  - dowódca II plutonu – ppor. rez. Piotr Targowski †22 IX 1939 pod Cześnikami
  - dowódca III plutonu – sierż. Józef Łapan
- dowódca 8 kompanii – por. Jerzy Gąssowski †21 IX 1939 pod Barchaczowem
  - dowódca I plutonu – ppor. Ludwik Patla
  - dowódca II plutonu – ppor. rez. Bolesław Wielgus
- dowódca 9 kompanii – por. rez. Zygmunt Zalewski
  - dowódca I plutonu – ppor. rez. Pius Jóźwik
  - dowódca II plutonu – ppor. rez. Stanisław Surdacki[65]
  - dowódca III plutonu – ppor. rez. Jan Zalewski
- dowódca 3 kompanii ckm – por. Jan Wilhelm (od 21 IX – dowódca III batalionu)
  - dowódca I plutonu – ppor. rez. Roman Krzyżanowski †23 IX 1939 pod Tarnawatką
  - dowódca II plutonu – ppor. rez. Walerian Karwatowski
  - dowódca III plutonu – ppor. rez. Emil Seruga

Pododdziały specjalne
- dowódca kompanii zwiadowczej – por. Jan Henryk Wosik
  - dowódca plutonu kolarzy – por. Stanisław Bonarowski
  - dowódca plutonu konnego – st. wachm. Władysław Sobieszczański
- dowódca kompanii przeciwpancernej – por. Michał Piotr Steczyszyn
  - dowódca I plutonu – ppor. Wojciech Jan Kwiatkowski
  - dowódca II plutonu – ppor. rez. Julian Zubek
  - dowódca III plutonu – plut. pchor. rez. Aleksander Gieysztor
- dowódca plutonu artylerii piechoty – por. Władysław Ocepa
  - zastępca dowódcy plutonu – st. ogn. Stanisław Mazurek
- dowódca plutonu pionierów – por. Władysław Koc
- dowódca plutonu łączności – st. sierż. Kazimierz Klimczak

Uzbrojenie
Uzbrojenie 8 pułku piechoty Legionów przed niemiecką agresją na Polskę we wrześniu 1939 było, jak na ówczesne standardy europejskie, wyposażeniem dobrym i w dużej części nowoczesnym. Pułk był do ostatnich chwil dozbrajany, również dzięki szczodrości mieszkańców Lublina i jego okolic, m.in. ze środków FON. Głównym problemem, z którym oddział spotkał się w konfrontacji z Niemcami, okazał się niewydolny ze względu na niemieckie bombardowania transport, oparty głównie na przewozach kolejowych.
Na wyposażeniu oddziału znajdowało się wówczas:
- 2 armaty polowe 75 mm,
- 9 działek ppanc 37mm,
- 6 moździerzy 81 mm,
- 27 granatników 45 mm,
- 27 karabinów ppanc,
- 36 ciężkich karabinów maszynowych (na „biedkach”),
- 90 ręcznych karabinów maszynowych,
- 2750 kb i kbk,
- 550 pistoletów (broń krótka oficerów i podoficerów),
- 3 samochody osobowe,
- 1 samochód ciężarowy,
- 1 samochód „furgon”,
- 70 dwukonnych wozów,
- 70 biedek,
- 9 taczanek,
- 16 kuchni polowych,
- 664 konie.

batalion marszowy 8 pp Leg. kryp. „Zygmunt”
- dowódca batalionu – por. rez. Tadeusz Andrzej Moszyński
- dowódca 1 kompanii – ppor. rez. Józef Ginalski
- dowódca 2 kompanii – por. rez. Andrzej Chmura
- dowódca 3 kompanii – ppor. rez. Zygmunt Żywirski
- dowódca plutonu – ppor. piech. rez. Jan Kałdański

batalion zapasowy
- dowódca batalionu – mjr Tadeusz Zygmunt Sabatowski
- adiutant – ppor. Alfred Raginia
- dowódca 4 kompanii – por. kontr. piech. Stanisław Gajdamowicz
- dowódca 5 kompanii – por. kontr. piech. Roman Michał Jarosz, a następnie kpt. Dębski
- dowódca I plutonu – ppor. piech. rez. Teodor Wojciech Rebelka[c]
- dowódca II plutonu – ppor. piech. rez. Bogusław Zenon Repeta[d]
- dowódca III plutonu – ppor. piech. rez. Tadeusz Wojciech Mieczyński[e]
- szef kompanii – sierż. Osiał
- dowódca 6 kompanii – por. Henryk Piątkowski
- dowódca kompanii ckm – kpt. Robert Bernaś

11 września baon liczył 40 oficerów i 1100 szeregowców. Uzbrojenie stanowiły karabiny i 9 karabinów maszynowych (5 ręcznych i 4 ciężkie). Brakowało lekarza i środków opatrunkowych.

### Obsada personalna odtworzonego pułku w dniach 14-16 września 1939
Obsada personalna odtworzonego pułku w dniach 14-16 września 1939
- dowódca pułku - ppłk Antoni Feliks Cebulski
- adiutant pułku - kpt. art. Janusz Karol Bobkowski[f]
- dowódca plutonu łączności - por. Wacław Sadowski
- dowódca plutonu zwiadowców konnych - st. wachm. Władysław Sobieszczński
- dowódca kompanii gospodarczej - por. rez. Ludwik Lawin

I batalion - mjr Michał Kaseja (ranny 23 IX 1939)  
- adiutant batalionu - por. rez. Zenon Leon Radomski
- dowódca 1 kompanii strzeleckiej - kpt. Józef Łubnicki (żołnierze z II/2 pp KOP i bn ON Zakopane)
- dowódca 2 kompanii strzeleckiej - kpt. Władysław Henzell (żołnierze ze 163 pp)
- dowódca 3 kompanii strzeleckiej - por. rez. Mieczysław Tudrej (pozostałości z 8 pp Leg.)
- dowódca 1 kompanii CKM - kpt. Witold Jaworski
- dowódca plutonu ppanc. - por. rez. Mieczysław Adam Wąsowicz

II batalion - mjr Wilhelm Maciej Kiczak  
- adiutant batalionu - por. Romuald Tomasz Kompf
- dowódca 4 kompanii strzeleckiej - kpt. Józef Różański
- dowódca 5 kompanii strzeleckiej - por. Tadeusz Dziedzic
- dowódca kompanii podchorążych - kpt. Aleksander Ruciński

III batalion - mjr Tadeusz Zygmunt Sabatowski
- dowódca 1(7) kompanii strzeleckiej - kpt. Robert Bernaś
- dowódca 2(8) kompanii strzeleckiej - kpt. int. Rudolf Franciszek Busina
- dowódca 3(9) kompanii strzeleckiej - por. rez. Jan Wosik
- dowódca 4(10) kompanii strzeleckiej - kpt. piech. Józef Paweł Piasecki †1940 Charków[76]
- dowódca 3 kompanii ckm - ppor. rez. Jan Wolczyński

### Oficerowie pułku – ofiary zbrodni katyńskiej

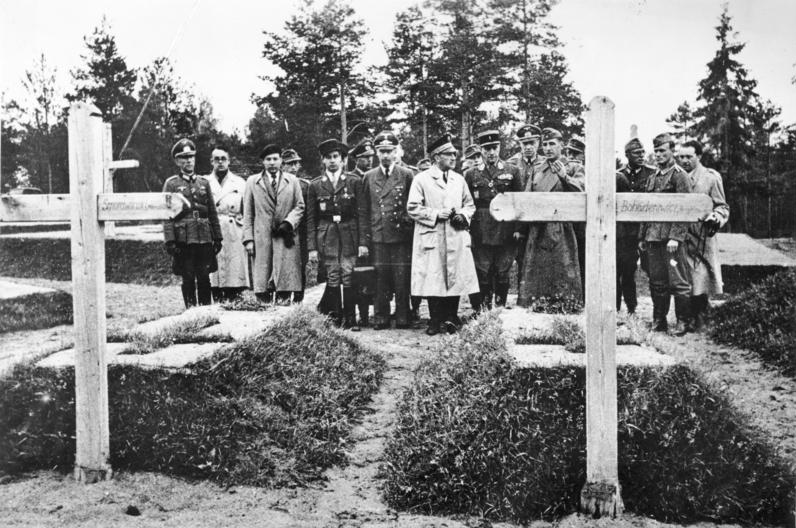
1943, Fernand de Brinon na czele francusko-niemieckiej delegacji (stoi w środku w białym prochowcu) oraz żołnierzy Sturmbrigade SS Frankreich przed grobami polskich generałów Mieczysława Smorawińskiego i Bohatyrewicza. Zdjęcie wykonane po ujawnieniu przez Niemców sowieckiej zbrodni na polskich żołnierzach.

W katedrze polowej Wojska Polskiego w Warszawie upamiętniono na zamieszczonych tam tablicach nazwiska polskich oficerów wymordowanych w 1940 w Katyniu, w wyniku zbrodni zwanej mordem katyńskim. Pośród wymienionych znajdują się również ci, którzy oddali swoje życie za Polskę, służąc w 8 Pułku Piechoty Legionów.
Oto ich poczet:
- por. piech. rez. Józef Majka †1940 Charków[77]
- ppor. piech. rez. Bohdan Kruszewski †1940 Katyń[78]
- ppor. piech. rez. Julian Cała †1940 Katyń[79]
- ppor. Stefan Ciesielski
- ppor. Wiktor Stadnik
- por. Michał Franciszek Sagański[80]
- ppor. Zygmunt Bogdanowicz
- ppor. Mieczysław Osiński
- ppor. Zygmunt Kulczycki
- ppor. Edward Teodor Dziewicki
- ppor. Jan Pruszyński
- por. Stanisław Machowski[81]
- por. Romuald Timme[82]
- por. Kazimierz Kalicki
- ppor. Jarosław Hryńków
- por. tab. rez. Mieczysław Dziewoński
- kpt. Julian Kłobukowski[83]
- kpt. Stanisław Połczyński[84][85]
- mjr Józef Hornberger

W Katyniu zostali zamordowani dwaj byli dowódcy pułku,  pełniący podczas wojny służbę w innych jednostkach:
- gen. bryg. Mieczysław Smorawiński[85]
- płk Jan Załuska[85]

Na ukraińskiej liście katyńskiej znajduje się nazwisko trzeciego byłego dowódcy 8 pp Leg. zamordowanego przez NKWD w więzieniu na Brygidkach
- gen. dyw. Franciszka Daniela Paulika[85]

## Symbole pułkowe

### Sztandar pułkowy

Sztandar 8 pp Leg. – graficzna rekonstrukcja strony lewej płata

Sztandar 8 pp Leg. – graficzna rekonstrukcja strony prawej płata

#### Historia sztandaru
15 maja 1920 w Budsławiu, w drugą rocznicę utworzenia oddziału, płk Leon Berbecki, ówczesny dowódca 3 DP Leg., wręczył majorowi Władysławowi Bończa-Uzdowskiemu chorągiew ufundowaną przez społeczeństwo Lublina i okolicznego ziemiaństwa. Akt wręczenia poprzedzony został mszą polową, w trakcie której ks. bp Władysław Bandurski poświęcił chorągiew. Chorągiew pułkowa przywieziona została na front przez delegację złożoną z fundatorów, wśród których byli rodzice chrzestni: Maria Siano, Janina Skibińska, Maria Sobieszczańska, Natalia Turczynowicz, Zofia Dobrucka, Zygmunt Sobieszczański, Jan Turczynowicz, Czesław Szczepański.
Od 28 stycznia 1938 chorągiew pułkowa zaczęła być oficjalnie nazywana sztandarem.
Podczas kampanii wrześniowej sztandar towarzyszył żołnierzom na froncie do 9 września 1939.
Podczas wycofywania się spod Iłży zaistniała konieczność ukrycia zagrożonej chorągwi. Grupa podoficerów dowodzona przez płatnika pułku chor. Ludwika Ossowskiego otrzymała rozkaz jej ukrycia. Dotarli oni w okolice Frampola, gdzie zakopali zabezpieczony wcześniej sztandar nieopodal tamtejszej leśniczówki. Miejsca jego ukrycia po wojnie nie odnaleziono.

#### Opis chorągwi
Sztandar wykonany został zgodnie z wzorem chorągwi pułkowej w piechocie, określonym w Ustawie z dnia 1 sierpnia 1919 o godle i barwach Rzeczypospolitej Polskiej. Chorągiew składała się z płata w kształcie kwadratu o boku jednego metra, drzewca, głowicy i szarfy:
Płachta sztandaru 8 pp Leg. była wykonana z białego adamaszku. Po obu stronach widniał krzyż kawalerski koloru czerwonego. Na prawej stronie sztandaru, pośrodku krzyża, wieniec laurowy, wewnątrz którego orzeł w koronie. Pomiędzy ramionami krzyża wyhaftowana dewiza Wojska Polskiego „Honor i Ojczyzna”. Płachtę zdobiła z trzech stron frędzla złota długości 5 cm. Do drewnianego drzewca wykonanego z jesionu – o długości 2,5 m, płachtę mocowało 21 gwoździ. Sztandar zwieńczony był [głowicą] orłem w koronie, wspartym na puszce, na której umieszczona była cyfra 8. Zdobiony był dwoma szarfami szerokości 7,5 cm w kolorach białym oraz czerwonym, spływającymi wzdłuż sztandaru. Szarfy zawiązane były w kokardę pod puszką z orłem, zwisając swoimi końcami aż do dolnej linii płachty sztandaru. Ich zakończenia były obszyte frędzlą złotą.
Strona prawa sztandaruW środku krzyża kawalerskiego barwy czerwonej, w złotym wieńcu z wawrzynu, godło Polski według wzoru zatwierdzonego w 1919. Na białych polach pomiędzy ramionami krzyża umieszczone złote cyfry 8 wpisane wewnątrz złotych wieńców z wawrzynu – po jednej w każdym z pól.
Strona lewa sztandaruW środku krzyża kawalerskiego barwy czerwonej, w złotym wieńcu z wawrzynu, takaż dewiza Wojska Polskiego „Honor i Ojczyzna”. Od strony drzewca w górnym białym polu pomiędzy ramionami krzyża, wewnątrz tarczy heraldycznej, odznaka 8 Pułku Piechoty Legionów w wersji oficerskiej – emaliowanej. W drugim polu górnym białym, takaż odznaka pułkowa, w tarczy heraldycznej, w wersji żołnierskiej – srebrnej. W dolnym białym polu herb Lublina – miasta fundującego sztandar. W dolnym drugim białym polu, herb Ostrowi Mazowieckiej – miasta w którym powstawał zalążek 8 pp Leg. Na górnym ramieniu krzyża, napis haftowany złotą nicią, rozpisany w kolumnie w dwa wiersze – Ostrów Mazowiecka; 15 V 1918. Na dolnym ramieniu krzyża, napis złotą nicią Lublin; 16 I 1919.

### Odznaka pułkowa

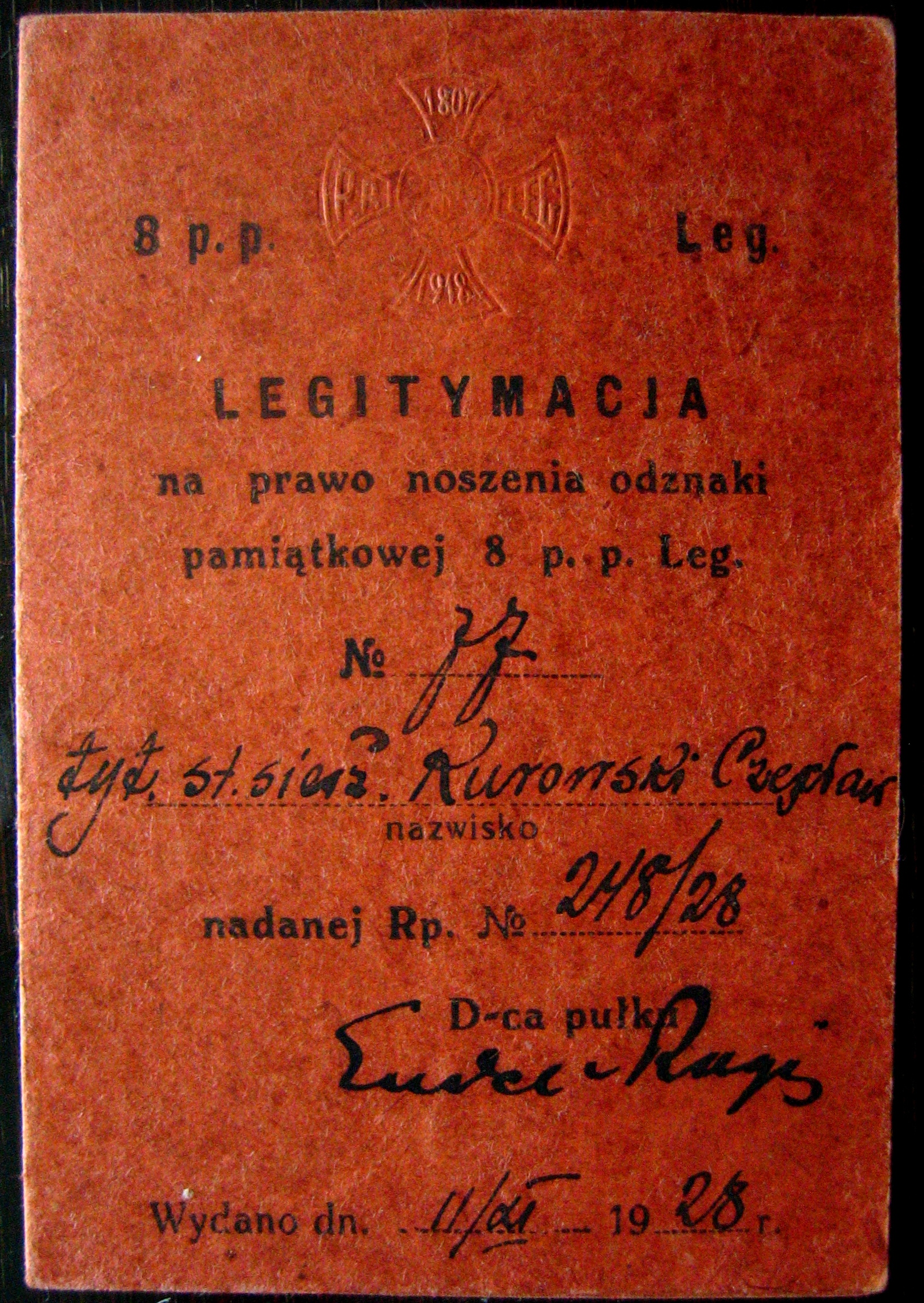
Legitymacja do odznaki 8 pp Leg. wydana w 1928 r. przez dowódcę pułku Leopolda Endel-Ragisa, dla st.sierż. Czesława Kurowskiego

Pierwsza wersja odznaki pułkowej

Druga wersja odznaki pułkowej

Pułk miał w swojej historii dwie odznaki. Projektantem pierwszej był Czesław Jarnuszkiewicz. Projekt ten powstał w 1921 i został zatwierdzony w Dzienniku Rozkazów MSWojsk. – nr 49, poz. 872 z 13 grudnia 1921. Była to odznaka o wymiarach 30x30 mm w kształcie krzyża Ruperta – dwuczęściowa. Ramiona krzyża pokryte były emalią w kolorze granatowym. Na górnym ramieniu krzyża widniała data 1807, przypominająca rok powstania 8 Pułku Piechoty Księstwa Warszawskiego, którego tradycję dziedziczył 8 pp Leg. Na bocznych zaś i na dolnym ramieniu krzyża rozpisane cyfry (1) i (5) oraz data 1918 – przypominające o początkach odrodzenia się pułku w Polskich Siłach Zbrojnych, które miało miejsce 15 maja 1918 w Ostrowi Mazowieckiej. W środku odznaki umieszczony był emaliowany na czerwono medalion, na którym nałożony został stylizowany monogram (8 PPL).
Druga wersja odznaki pochodzi z 1928 i została zatwierdzona w Dzienniku Rozkazów MSWojsk. – pod nr 23, poz. 260 z dnia 23 sierpnia 1928. Jej wymiary: 40x40 mm. Analogicznie do swojej poprzedniczki, miała formę krzyża Ruperta, a jej kolorystyka, zawarta w 12 promieniach w centralnym medalionie, nawiązywała do barw munduru piechoty (kolor granatowy z żółtymi wyłogami). Pośrodku tego medalionu znajdowała się cyfra 8, oznaczająca numer pułku, a na biało emaliowanych ramionach krzyża rozpisany napis „P.P. Leg” i daty 1807 oraz 1918 – nawiązujące do dat zawiązania 8 Pułku Piechoty Księstwa Warszawskiego oraz do powołania zalążka 8 pp Leg. na terenie Ostrowi Mazowieckiej. Nowa odznaka była wykonywana w dwóch wersjach – dla kadry i szeregowych. Wersja dla szeregowych nie była emaliowana. Odznaki były wykonywane ze srebra lub srebrzonego tombaku.
Odznakę nadawał dowódca pułku za nienaganną służbę w czasie pokoju.

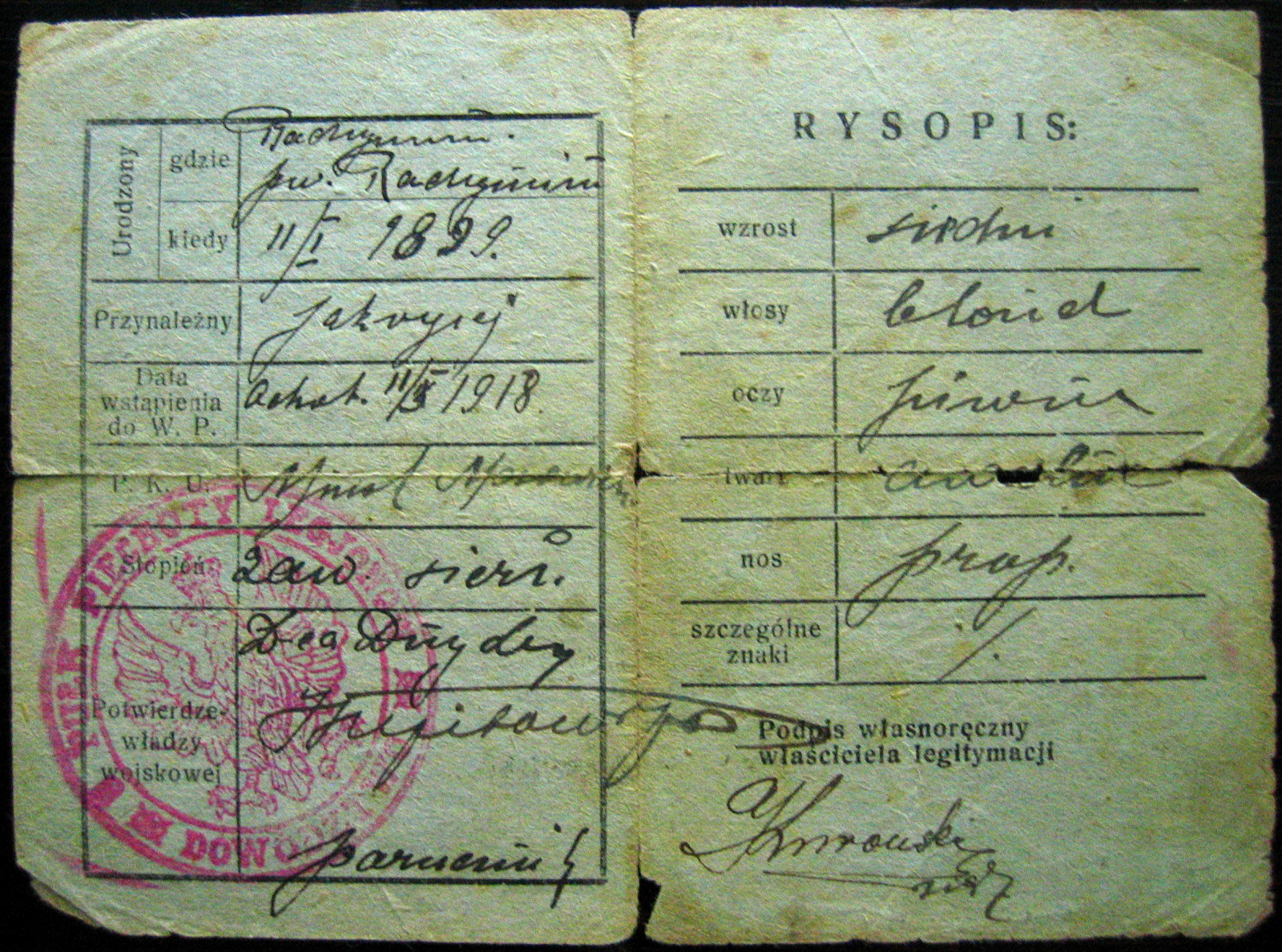
Karta wojskowa z pieczęcią dowództwa 8 pp Leg

### Pieczęć dowództwa pułku
W latach 1919–1927 dowództwo oddziału posługiwało się pieczęcią urzędową, okrągłą, o średnicy 49 milimetrów, z wizerunkiem godła państwowego wz. 1919 i napisem w otoku 8 PUŁK PIECHOTY LEGIONÓW * DOWÓDZTWO *. W kolejnych latach posługiwano się pieczęcią urzędową z godłem wzoru 1927.

## Pamięć o pułku
O dziejach lubelskiego pułku piechoty z okresu II RP, nie zapominają współcześni członkowie Grupy Rekonstrukcji Historycznej. Od kilku lat na terenie Lubelszczyzny istnieje i działa powołana do życia przez mieszkańców okolic: Lublina, Kocka, Lubartowa i Radzynia Podlaskiego, GRH 8 pp. Leg – biorąc aktywny udział w inscenizacjach bitew, w których niegdyś walczyli żołnierze tej jednostki. Grupa przy pomocy społeczeństwa i władz samorządowych odtworzyła samochód Ford T „torpedo”, będący niegdyś na wyposażeniu wojska. Poza tym, jej członkowie odnowili i uzupełnili eksponaty, znajdujące się w Izbie Pamięci Czynu Zbrojnego w pałacu w Kocku. Dowódcą grupy jest Kamil Zydlewski.
16 maja 2010 w Kocku, odbyła się uroczystość wręczenia im kopii sztandaru 8 pp Leg. Replikę zaginionego we wrześniu 1939 sztandaru pułkowego, wykonano staraniem członków Grupy. Koszty odtworzenia sztandaru pokryły datki okolicznej ludności, w tym też rodzin żołnierzy 8 pułku piechoty Legionów.

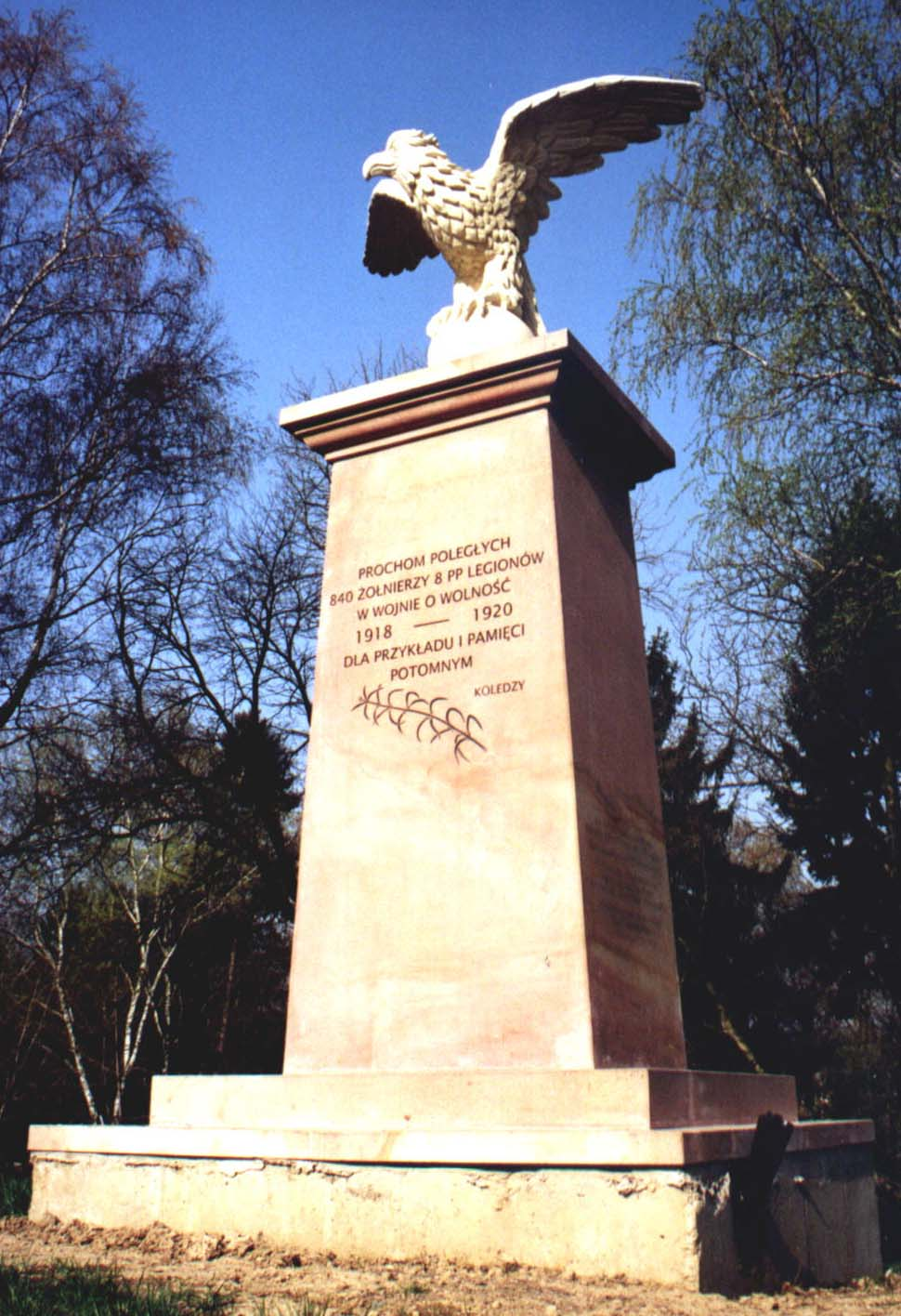
Pomnik ku czci 840 żołnierzy 8 pp Leg. poległych w latach 1918–1920, wzniesiony w Lublinie przy ul. Kraśnickiej i al. Racławickiej, na terenie koszar 8 pp Leg
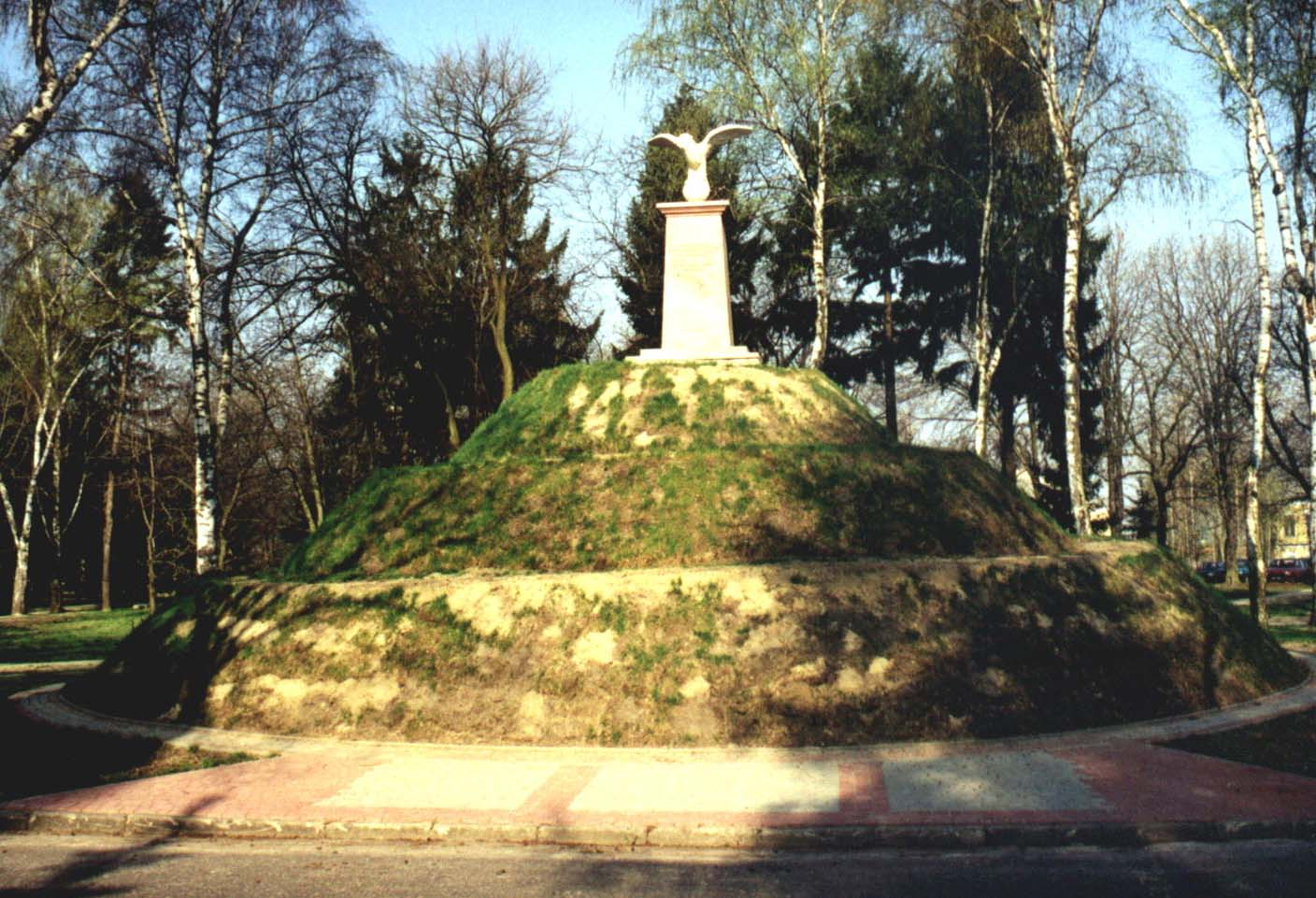